# Histoire de l'Afrique du Sud de 1948 à 1994
L'histoire de l'Afrique du Sud de 1948 à 1994 est marquée par la mise en place puis par le démantèlement de la politique d'apartheid. Successivement nommée union d'Afrique du Sud puis république d'Afrique du Sud à partir de 1961, le pays connaît, durant cette période, un système de ségrégation raciale institutionnalisée. Trois ans de négociations constitutionnelles, à partir de 1991, entre le gouvernement sud-africain du parti national dominé par les Afrikaners et les Partis anti-apartheid sont nécessaires pour que la démocratie représentative, que connaissait la minorité blanche soit étendue, en 1994, à la majorité noire de la population sud-africaine et que le premier président noir d'Afrique du Sud soit élu via des élections au suffrage universel.

## Contexte

L'Afrique du Sud vue par les sud-africains en 1948 : Le Sud-Ouest africain (actuelle Namibie) est considéré comme une cinquième province sud-africaine jusqu'à la fin des années 1970.

En 1948, l'union d'Afrique du Sud est un dominion britannique situé à la pointe sud de l'Afrique. Constituée en 1910 à partir de quatre colonies britanniques d'Afrique australe, le pays se caractérise par une importante population de souche européenne (20 %) qui domine la vie politique et contrôle l'économie du pays. L'Afrique du Sud se caractérise aussi par d'importantes richesses minières (or, diamant, charbon, etc.) qui la rende indispensable aux pays occidentaux durant la Seconde Guerre mondiale et durant les débuts de la guerre froide.

La vie politique de l'Union avait d'abord été dominée par les conflits politiques entre Afrikaners et Anglophones avant de l'être entre blancs et hommes de couleurs (noirs, métis, indiens). Les problèmes économiques et sociaux auxquels le nouveau dominion avait dû faire face étaient multiples et complexes. La politique raciale et indigène du gouvernement Louis Botha s'était, notamment inscrite dans la continuité des lois coloniales britanniques appliquées en fonction du Colour bar, qui réglementaient les relations interraciales. Mais pour assurer du travail au nombre croissant de chômeurs blancs, le gouvernement de Louis Botha avait fait voter des lois spécifiant que certains emplois du secteur minier étaient réservés aux seuls blancs et en 1913, une loi sur la propriété foncière indigène avait, également, limité à 7,8 % du territoire les régions où les bantous pouvaient acquérir des terres (la superficie des réserves indigènes existantes fut par la suite portée à 13 % de la surface du pays en 1936).
À la fin de la Seconde Guerre mondiale, l'Afrique du Sud contribue activement à la formation de l’ONU pour laquelle le premier ministre Jan Smuts rédige le préambule de sa charte, n’y voyant pas de contradiction fondamentale entre les principes universels mentionnés et la politique de ségrégation qu’il défend en Afrique du Sud et qu’il entend d’ailleurs réformer. Il énonce en effet le principe des « droits civils pour tous les peuples "devenus civilisés" sans distinction de race » et mandate une commission chargée de faire des propositions en la matière. À cette époque, la totalité de la population urbaine noire vient de dépasser pour la première fois celle de la population urbaine blanche pour atteindre 1,5 million de personnes. Dans ce cadre, Jan Smuts donne son approbation aux conclusions du rapport de la commission Fagan qui préconise une libéralisation du système racial en commençant par l’abolition des réserves ethniques ainsi que la fin du contrôle rigoureux des travailleurs migrants. De son côté, le Parti national réunifié, en se référant au nouveau concept d’apartheid, fait des propositions exactement inverses de celles de la commission Fagan. À partir de 1948, les liens avec la Couronne britannique se distendent. Le Parti national arrivé au pouvoir avec Daniel François Malan est un parti républicain afrikaner, qui ne voit dans les liens avec la Couronne britannique qu'un anachronisme et une relique de la colonisation.

## La victoire des nationalistes afrikaners (1948)

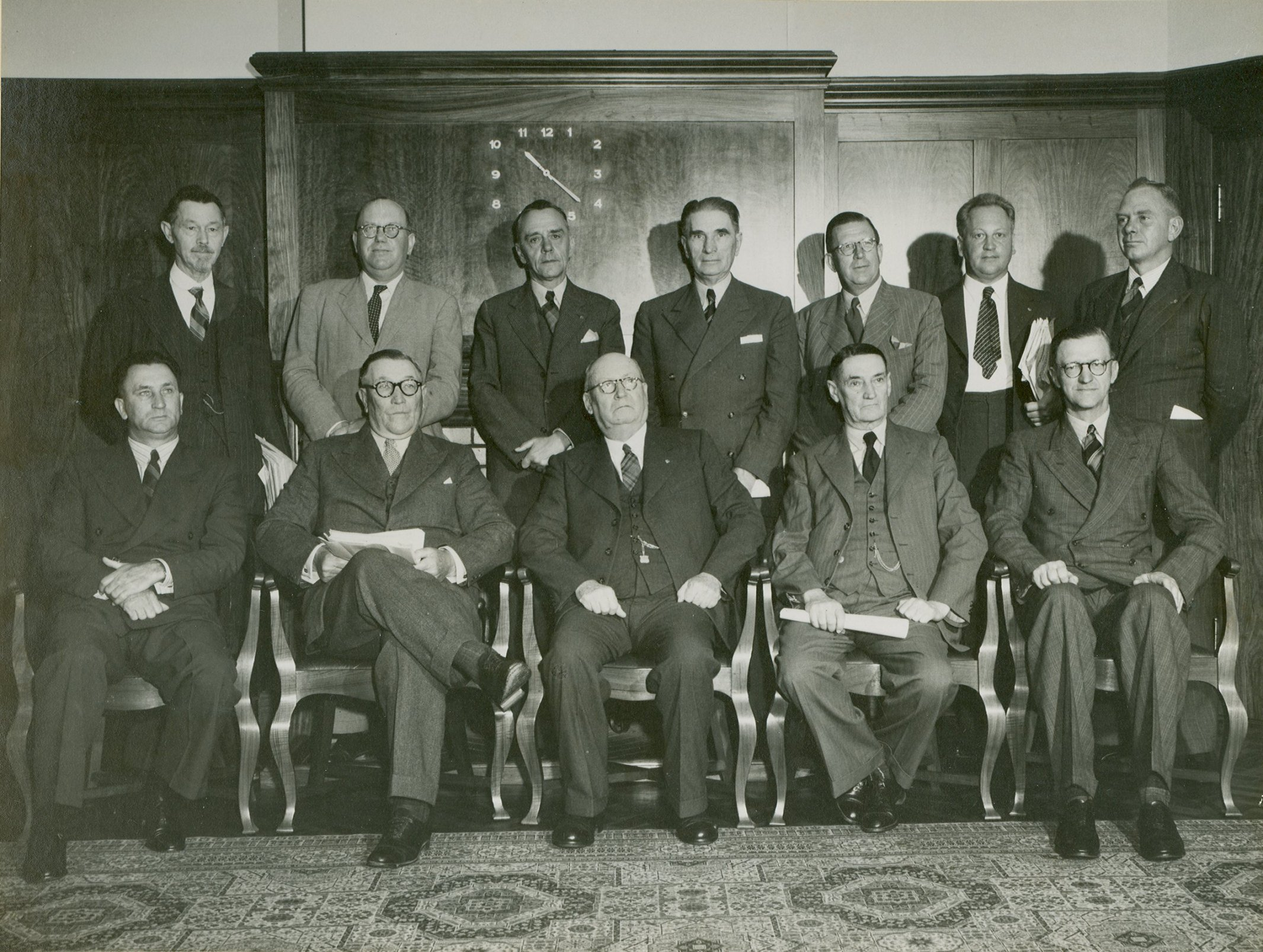
Le 1er gouvernement nationaliste en 1948, dirigé par DF Malan
au premier rang:JG Strijdom, Nicolaas Havenga, D.F. Malan (Premier ministre), E.G. Jansen, Charles Swart
Au second rang: A.J. Stals, P.O. Sauer, Eric Louw, S.P. le Roux, Theophilus Dönges, François Christiaan Erasmus et Ben Schoeman

En mai 1948, le Parti National réunifié, allié au Parti afrikaner, gagne les élections générales contre le Parti uni de Smuts en proposant l'instauration de l'apartheid, une politique opposée au concept d'égalité, et qui codifie et prolonge la Colour Bar. La victoire est étriquée. La coalition menée par le Parti national a remporté 53 % des 150 sièges du parlement (47 % au NP et 6 % à l'AP) contre 43 % au Parti uni de Smuts et 4 % au petit Parti travailliste. Mais la coalition nationaliste n'a remporté que 42 % des suffrages contre 49 % au Parti uni. la nouvelle majorité parlementaire ne dispose ainsi à la chambre basse que de 5 sièges de majorité et est minoritaire au Sénat. La sur-représentation en sièges des circonscriptions rurales a bénéficié aux nationalistes, minoritaires en voix, face à la coalition de Smuts. 

Quand D.F. Malan est nommé premier ministre le 4 juin 1948, il s'exclame « Aujourd'hui l'Afrique du Sud nous appartient une fois de plus... Que Dieu nous accorde qu'elle soit toujours nôtre. ». Le gouvernement qu'il forme comprend exclusivement des Afrikaners, tous membres de l'Afrikaner Broederbond, à l'exception de deux d'entre eux.

## Mise en place de la politique nationaliste et d'apartheid (1948-1958)
Les cinq premières années de D.F. Malan en tant que premier ministre sont très conflictuelles, que ce soit au gouvernement, au parlement et hors du parlement. En plus de luttes intestines au sein du cabinet, il affronte une presse anglophone puissante et globalement acquise au Parti uni d'autant plus que ses premières mesures visent l'immigration anglophone par la restriction des conditions d'obtention de la nationalité sud-africaine, y compris pour les ressortissants du Commonwealth (South African Citizenship Act et Immigration Act). Sur le plan international, l'image internationale du pays se détériore. Aux Nations unies, son prédécesseur Jan Smuts, maréchal d'Empire et rédacteur du préambule de la charte des Nations unies a découvert avec stupéfaction être soudainement passé du statut de héros international à celui de nouveau "vilain". Il doit ce renversement d'image à l'indépendance de l'Inde dont le poids politique ne cesse d'augmenter dans les relations internationales renforcée par le nombre des adhésions des anciens pays décolonisés aux Nations unies. Depuis plusieurs décennies, l'Afrique du Sud était considérée, autant par les sud-africains blancs que par les intellectuels occidentaux, comme un État européen situé, cependant, dans une région non occidentale. L'instauration de la politique d'apartheid par le nouveau gouvernement sud-africain fait perdre progressivement et assez rapidement à l'Afrique du Sud sa réputation dans l'élite occidentale
En 1951, sur 17 millions d'habitants en Afrique du Sud, 4 millions sont d'origine européenne soit 25 % de la population. Il y a un Blanc pour quatre Noirs, Métis et Indiens. Par comparaison, à la même époque et, alors que le Kenya est à l’apogée de la colonisation, il n’y a qu’un Blanc pour 132 Noirs.

### La mise en place de l'apartheid

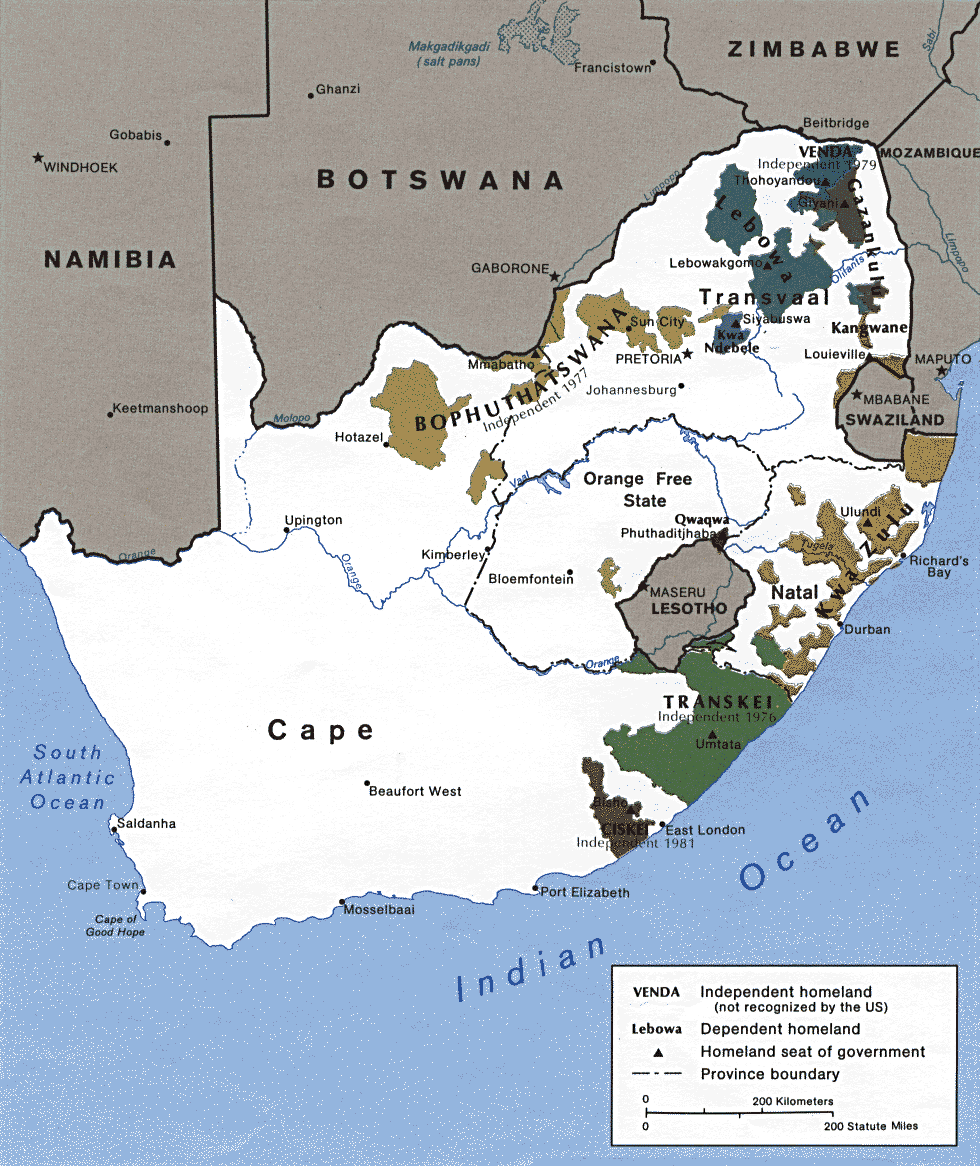
Carte d'Afrique du Sud avec bantoustans

D.F. Malan ne s'est jamais passionné pour les questions relatives aux Noirs. Pour lui, la priorité était de pallier la pauvreté des petits blancs, qu'elle soit matérielle ou spirituelle. Pour Malan, l'équilibre racial reposait sur un accord tacite entre noirs et blancs basé sur le respect et l'exemplarité que les seconds devaient inspirer aux premiers. Or les comportements des blancs situés au plus bas de l'échelle sociale pouvaient remettre en cause cet équilibre et faire perdre au blanc sa position dominante. C'est pourquoi, pour Malan, régler le problème des blancs pauvres devait permettre de gérer la question autochtone.
Dans un premier temps, D.F. Malan, qui refuse par principe de s'impliquer dans le travail de ses ministres et ne fixe que le cap à suivre, confie le ministère des affaires indigènes à un pragmatique modéré, Ernest George Jansen, qui maintient la tradition libérale du Cap et se montre plus préoccupé par la réhabilitation des réserves ou la pénurie de logements dans les townships,. L'arsenal législatif de l’apartheid se met donc concrètement et rapidement en place sous la responsabilité des ministres de l'intérieur et de la justice, Theophilus Dönges et Charles Swart et sont organisées autour d'un principe de cloisonnement :
- L'Immorality Act ajoute à l'interdiction des mariages interraciaux (1949) celle de toute relation sexuelle entre populations de groupes raciaux différents. Mise à part Margaret Ballinger, la représentante au parlement des populations de couleur du Cap, cette législation ne rencontre guère d'opposition et laisse indifférente la grande majorité de la population blanche[12];
- Le Population Registration Act institutionnalise la classification raciale pour chaque habitant du pays âgé de plus de 16 ans. La population est dorénavant départagée en quatre groupes : Blancs, Noirs, Indiens, Métis. De l'appartenance à tel ou tel groupe dépend pour un individu tous les registres de sa vie : résidence, études, transports, relations sociales, sexuelles ou amicales. L'ancien laissez-passer dont devait être titulaires les populations bantoues est aboli en 1952 pour laisser place à un reference book (une sorte de passeport intérieur) mentionnant pour le groupe racial, la mention des employeurs et les autorisations de circulation en zone blanche[13]. En pratique, environ 500 000 personnes par an allaient être interpellées par la police pour défaut de présentation ou de non-respect de ce titre de séjour[13] ;
- Le Group Areas Act (la loi fondamentale de l'apartheid) renforce la ségrégation résidentielle en fixant par avance le lieu de résidence des populations. Il s'agit pour les nationalistes de freiner le processus d'urbanisation des noirs et de contrôler les transactions immobilières et l'occupation des sols[14]. Soweto et les Cape Flats constituent, notamment les prototypes de ces localités réservées aux non-blancs, sans centre ni quartier, alignant par race et ethnie, sur des dizaines de kilomètres carrés, des maisons préfabriquées[13]. Cette loi, qui durcit le Natives Land Act de 1913 et le Native Trust and Land Act de 1936, cumulée avec le Prevention of Illegal Squatting Act (1951), permet de faire des réserves un lieu de « déversoir du trop-plein noir en ville ou en zone rurale »[13]. On entreprend ainsi d'expulser des « terres blanches » les « excédents » de population noire. Ainsi en 25 ans, environ 2 600 000 Noirs sont chassés des zones rurales « blanches » et renvoyés dans les réserves où le Bantu Self-Government Act de 1959 préparet l'institution des bantoustans;
- Le Suppression of Communism Act réprime lourdement toute forme de propagande ou d'action anticapitaliste mais assimile aussi les luttes contre l'apartheid à des combats capables de subvertir l'ensemble de l'organisation économique et sociale du pays. Cette dernière loi sera le principal instrument répressif contre les combattants des droits de l'homme et permet, dans les années 1960, la condamnation à perpétuité de Nelson Mandela.

En 1951, Malan remplace Jansen par Hendrik Verwoerd au ministère des affaires indigènes lequel jette les bases du projet de grand apartheid centré autour de la création de bantoustan.

Avec le recul, l'apartheid se révèle ne pas être une politique nouvelle mais plutôt une variante d'une politique raciale générale remontant au XVIIe siècle et connue dans les territoires dominés par les Hollandais puis les Boers sous le nom de baasskap (domination du patron). La politique indigène n'est toutefois plus présentée comme un expédient provisoire en attendant que, devenues « civilisées, les masses indigènes » aient accès à la citoyenneté. Au contraire, l’apartheid rompt avec le pragmatisme de la Colour Bar et avec la discrimination conjoncturelle héritée de l’ère coloniale. Il s'agit dès lors d'établir et d'imposer une stricte séparation entre les races que ce soit au niveau politique, économique et social, l'objectif étant théoriquement la division du pays en deux Parties avec d'un côté les noirs et d'un côté les blancs, sans que les premiers ne perdurent à être les réservoirs de main d'œuvre des seconds. La mise en œuvre de ce système répond à l'objectif d'assurer la position personnelle de l'Afrikaner en Afrique du Sud, par crainte du swart gevaar (le péril noir), à savoir la crainte d'un soulèvement de millions de noirs (population majoritaire dans le pays) qui balaieraient le peuple afrikaner, sa langue, sa culture, ses institutions et toute sa manière de vivre. Il n'est plus dès lors question d'incorporer les protectorats britanniques d'Afrique australe au sein de l'Union. Ce principe d'apartheid devient pour plusieurs décennies la pierre angulaire de la politique nationale, figeant le système et les rapports entre races. Pour nombre de chefs d’États étrangers où sévit déjà une séparation plus subtile voire coutumière entre les classes, les ethnies ou les religions, la ségrégation affichée et revendiquée de l’apartheid va leur permettre d'utiliser à leur profit la politique intérieure de l'Afrique du Sud et de faire de ce pays un bouc émissaire providentiel.

### La mise en œuvre des revendications nationalistes et républicaines

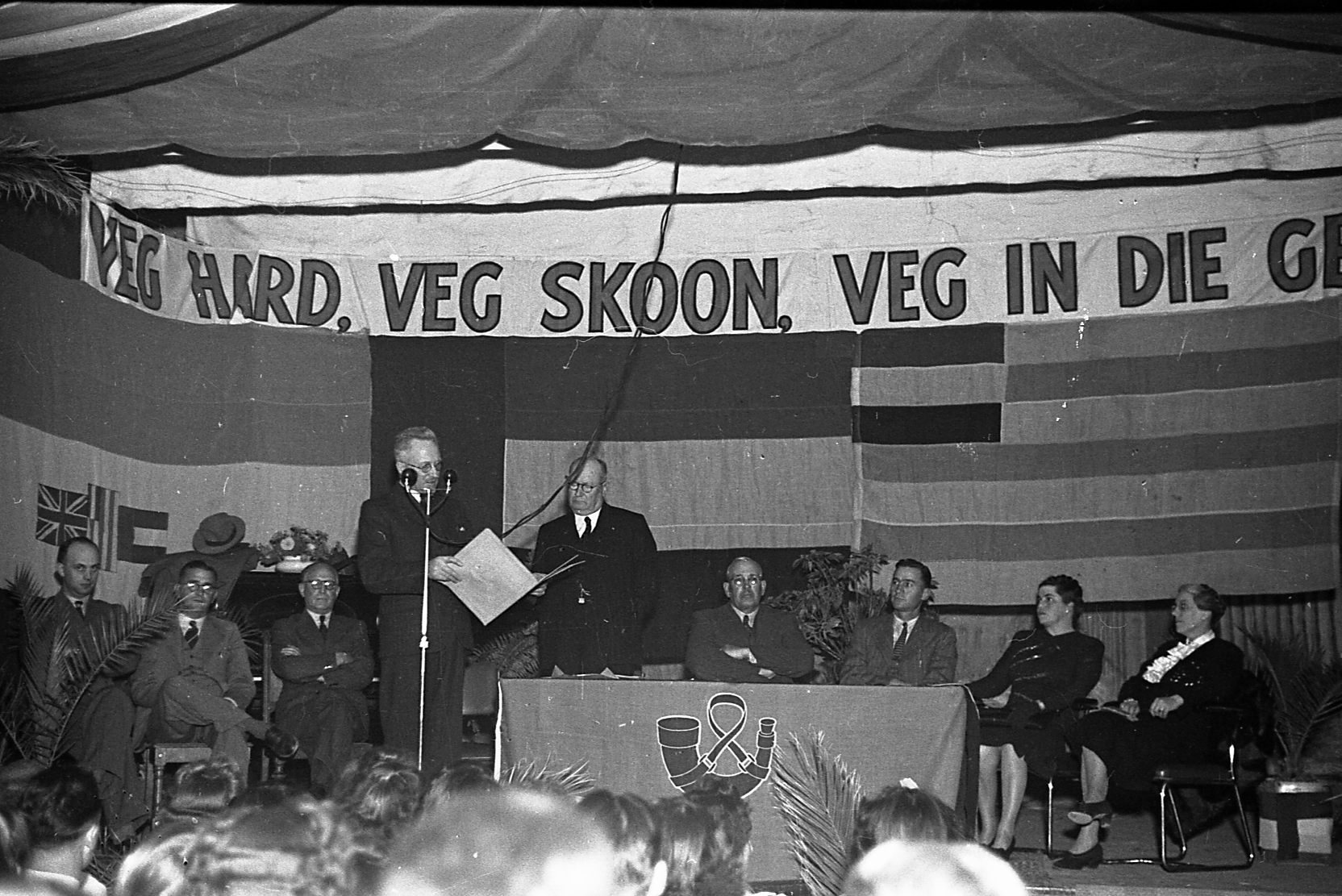
D.F. Malan à une réunion électorale du Parti national du Sud-Ouest africain le 30 juillet 1947 à Windhoek

Mise à part l'entrée en vigueur des premières lois d'apartheid, la scène politique intérieure est marquée par plusieurs succès nationalistes. 

En 1949, ils obtiennent du parlement l'octroi de la représentation parlementaire pour les électeurs blancs du Sud-Ouest africain (alors administré par l'Afrique du Sud en vertu d'un mandat de la société des Nations). Les élections y ont lieu le 30 août 1950 et sont un succès pour le Parti national réunifié qui remporte les 6 sièges de députés et les 4 sièges de sénateurs (2 élus et 2 nommés). Cette représentation du Sud-Ouest Africain au sein du parlement de l'Union Sud-Africaine provoque les premières complications sérieuses dans les relations de l'Afrique du Sud avec les Nations unies. 

L'idée d'incorporer les protectorats britanniques d'Afrique australe au sein de l'Union, maintes fois envisagés, alors que Smuts était au pouvoir, est finalement abandonné par le gouvernement britannique.
À la fin de son premier mandat, le gouvernement de D.F. Malan aura fait déclarer illégal le Parti communiste sud-africain et toute organisation assimilée à un mouvement communiste. Il aura aussi fait abolir le droit d'appel au Conseil privé britannique et fait adopter une loi sur la nationalité et citoyenneté sud-africaine, mettant fin à la double allégeance envers la Grande-Bretagne et l'Afrique du Sud. En vertu de la nouvelle loi, un sujet britannique devra attendre 4 ans, et non plus deux ans, avant de pouvoir obtenir la citoyenneté de l'Union. Parallèlement, sous la pression des élus transvaaliens du Parti, des mesures auront été prises pour freiner l'immigration en provenance de Grande-Bretagne. 

Enfin, de nouveaux jours fériés auront été adoptés comme le Van Riebeeck Day (6 avril, date d'arrivée de Jan van Riebeeck au Cap en 1652) et le Kruger day (10 octobre, date d'anniversaire du président Paul Kruger).

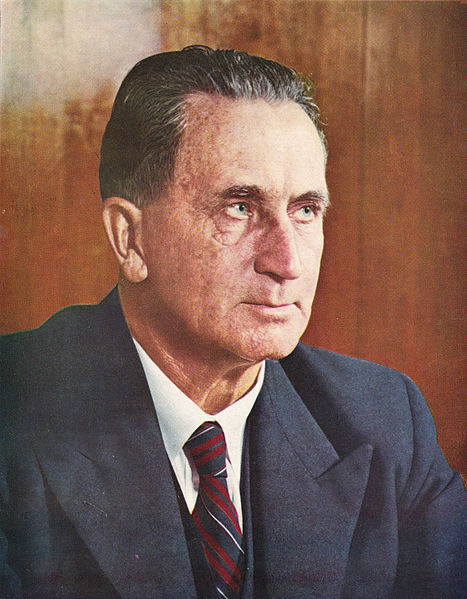
Johannes Strijdom

Sur le plan international, l'Afrique du Sud s'est engagé à arrimer l'Afrique du Sud au camp occidental et plus particulièrement à obtenir l'amitié et le soutien des États-Unis dans le contexte de guerre froide, tout en négociant le maintien de l'Afrique du Sud au sein du Commonwealth, tant que les droits souverains de l'Union, dont celui de devenir une république, seront respectés. L'une des premières décisions du gouvernement nationaliste sur le plan international est d'envoyer une vingtaine d'équipages de la South African Air Force pour participer au pont aérien ravitaillant Berlin lors du blocus par les Soviétiques puis, en 1950, d'envoyer en Corée 826 soldats volontaires et des avions de la South African Air Force pour participer aux missions de combats sous le commandement de la force onusienne.
Aux élections de 1953, le Parti uni se présente dans le cadre d'un front démocratique uni (united democratic front) avec le Parti travailliste et le Torch commando, des organisations blanches opposées à l'apartheid. Cette alliance de justesse majoritaire en voix échoue à remporter la majorité des sièges au parlement face au NP qui remporte par ailleurs les six sièges créés pour représenter les électeurs blancs du Sud-Ouest africain, favorables aux politiciens du Parti national. Le Parti national bénéficie par la suite de la situation économique et de la crainte inspirée à la population blanche par la révolte des Mau Mau au Kenya.
En 1954, Malan, malade, démissionne de son fauteuil de Premier ministre qui est récupéré par Johannes Strijdom, élu ultra-conservateur du Transvaal. Le mandat de Johannes Strijdom (1954-1958) est marqué par le retrait du droit de vote des populations coloureds des listes communes électorales et par la création de nouveaux townships tels Soweto destinés à parquer la main d'œuvre noire à bonne distance des villes. Lors des élections d'avril 1958, le Parti national remporte une confortable victoire électorale, vainqueur cette fois en voix et en sièges.

### La résistance à l'apartheid

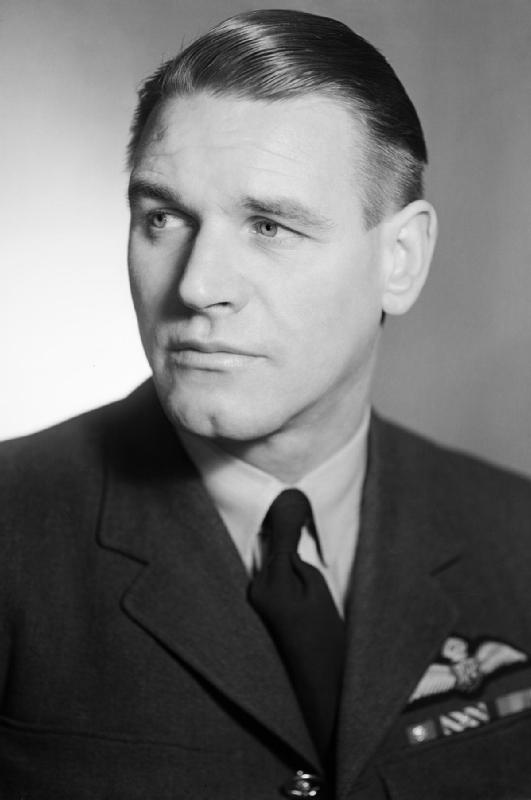
Sailor Malan est l'une des figures de proue du Torch commando

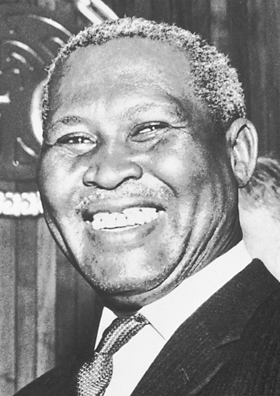
L'écrivain Albert Lutuli,président de l'ANC de 1951 à 1958 et Prix Nobel de la paix en 1960 pour son combat contre l'apartheid.

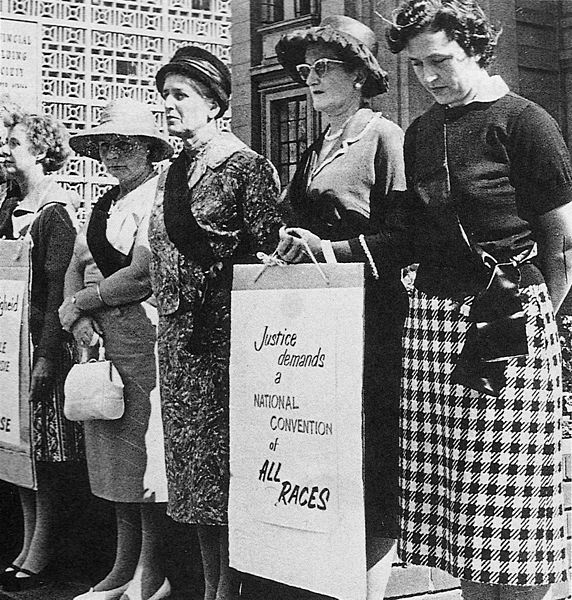
Militantes du Black Sash

Au parlement, le Parti uni s'oppose à l'apartheid tout en étant favorable au principe de la domination blanche (white leadership with justice). Son souhait est d'étendre le droit de vote à tous les hommes dits civilisés, étant entendus que ceux-ci seraient occidentalisés. Cependant, il est affaibli par son échec aux élections de 1953 qui donne d'ailleurs naissance à un mouvement dissident, le Parti libéral.

De 1951 à 1956, le gouvernement Malan puis celui de Strijdom mènent une véritable bataille constitutionnelle pour radier les coloureds des listes électorales communes et instituer des collèges électoraux séparés. Politiquement, la mesure permet de priver le Parti uni et le Parti travailliste de voix déterminantes dans plus de la moitié des 55 circonscriptions de la province du Cap. En 1951, une première loi est votée au terme de laquelle les Coloureds et Métis du Cap et du Natal seraient désormais représentés au parlement par 4 députés blancs élus pour 5 ans sur des listes séparées. La loi est vivement attaquée par l'opposition parlementaire. Des manifestations sont organisées par l'association des vétérans de guerre, avec le soutien de la Springbok Legion. Partout dans le pays, se forment des mouvements de soutien au maintien des Métis sur les listes électorales communes. Celui, des Torch commando, dirigé par Louis Kane-Berman et Sailor Malan, héros de la bataille d'Angleterre, est le plus emblématique de ces mouvements. Le mouvement reçoit l'appui financier de Harry Oppenheimer et forme un front commun avec le Parti uni et le Parti travailliste. Finalement, la question de la suprématie législative du Parlement se retrouve placée au centre des débats, après l'invalidation de la loi par la Cour suprême par référence au South Africa Act. La tentative de D.F. Malan de contourner la décision est, également, un échec.
À l'extérieur du parlement, la ligue de jeunesse de l'ANC se montre déterminée à lutter contre la domination blanche et contre l'apartheid. Après avoir fait écarter Alfred Xuma, jugé trop modéré, pour imposer James Moroka, elle organise une grande campagne de défiance, prônant la désobéissance civile contre les lois d'apartheid dont les manifestations culminent le 6 avril 1952, date du trois centième anniversaire de la fondation du Cap et de la première installation de Blancs en Afrique du Sud. Sur les dix mille manifestants, huit mille cinq cents sont arrêtés dont Nelson Mandela. Le gouvernement Malan modifie alors la loi sur la sécurité publique (public safety act de 1953) pour autoriser le pouvoir à suspendre les libertés individuelles, à proclamer l'état d'urgence et à gouverner par décrets. La campagne de résistance passive de l'ANC prend fin en avril 1953. Son option non raciale lui a permis de s'ouvrir aux Indiens et aux communistes blancs, mais les Métis restent plus circonspects. Quand James Moroka tente de plaider la conciliation avec le gouvernement, il est renversé par la ligue des jeunes du Parti qui impose alors Albert Lutuli à la tête du Parti.
De 1952 à 1959, dans les townships, des « africanistes », troublent les activités de l'ANC en demandant une action plus drastique contre la politique du gouvernement. De son côté, l'ANC passe des alliances avec des petits partis politiques blancs, comme le Parti communiste, des Partis coloureds et indiens, dans une tentative d'apparaître plus rassembleur que les africanistes.
Liée à l'ANC, la Fédération des femmes sud-africaines (Federation of South African Women - FSAW) joue, également, un rôle important dans la protestation contre l'apartheid (coordination des campagnes contre les laissez-passer, pétition). Organisée sur une base inter-raciale, elle comprend des syndicalistes, des enseignants et des infirmières. 
Dans les organisations blanches opposées à l'apartheid, la stratégie du front uni s'est soldé par un échec manifesté par le résultat des élections de 1953. Le Parti uni s'émiette, donnant naissance au Parti libéral et à toute une myriade de groupuscules politiques libéraux ou radicaux tels que le Parti fédéral (au Nata, l principalement), la ligue anti-républicaine, le Black Sash ou le South African Bond qui ne parviennent pas ou peu à se coordonner. Le Torch Commando, limité aux anciens soldats blancs, a aussi marqué ses limites. Constitué en 1951, pour aider le Parti uni à remporter ces élections, il a, par ailleurs, totalement ignoré les campagnes de défiance menées par les organisations de couleurs. Le mouvement disparaît, alors qu'en mai 1955, apparaît le Black Sash (appelé à l'origine Woman's Defence of the Constitution League) fondé par des femmes blanches anglophones de la classe moyenne et aisée afin de promouvoir le respect de la constitution et de protester contre le retrait des listes communes, du droit de vote des Métis du Cap. La méthode de protestation consiste à se tenir en silence dans les lieux publics en arborant une ceinture noire en signe de deuil. La première manifestation du Black Sash rassembla plus de 18 000 personnes devant l’hôtel de ville de Johannesburg. Menant des actions semblables à celles du Torch Commando, le Black Sash collecte plus de 100 000 signatures dans une pétition adressée au Premier ministre, établit des bureaux dans les centres urbains pour conseiller les Noirs, sur de nombreuses questions relatives à leurs droits et organise de nombreuses manifestations. Au contraire des mouvements noirs, le Black Sash cherche à préserver le South Africa Act, ne veut pas renverser la domination blanche mais plutôt freiner l'ascension du Parti national. Elle intègre des Afrikaners dans ses rangs et chante l'hymne national, Die Stem van Suid-Afrika, lors de ses rassemblements. La loi retirant les Métis des listes communes est finalement votée et la constitution sud-africaine modifiée le 28 février 1956.
En juin 1955, 3 000 délégués de l'ANC et de divers autres groupes anti-apartheid comme le Congrès indien, le Congrès des Démocrates ou le FSAW, se réunissent à Kliptown, un township de Johannesburg, dans un Congrès du peuple. Ces délégués adoptent la Charte de la liberté (Freedom Charter), énonçant les bases fondamentales des revendications des gens de couleur, appelant à l'égalité des droits quelle que soit la race. Un million de personnes signent le texte. 

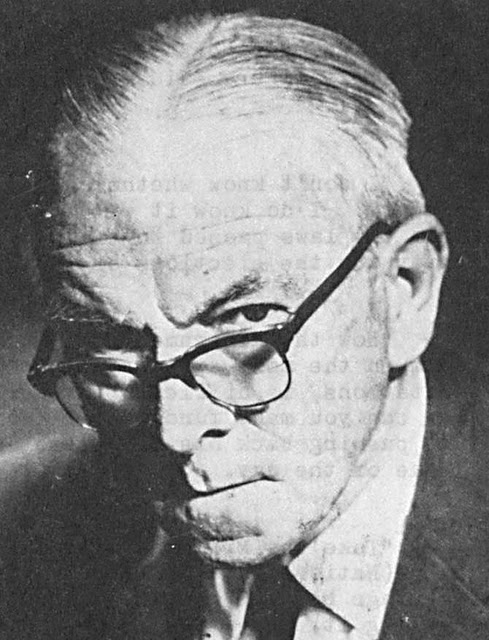
L'écrivain Alan Paton, auteur du roman, Pleure, ô pays bien-aimé dénonçant la ségrégation raciale, et fondateur et président du Parti libéral (1953-1968) opposé à l'apartheid.

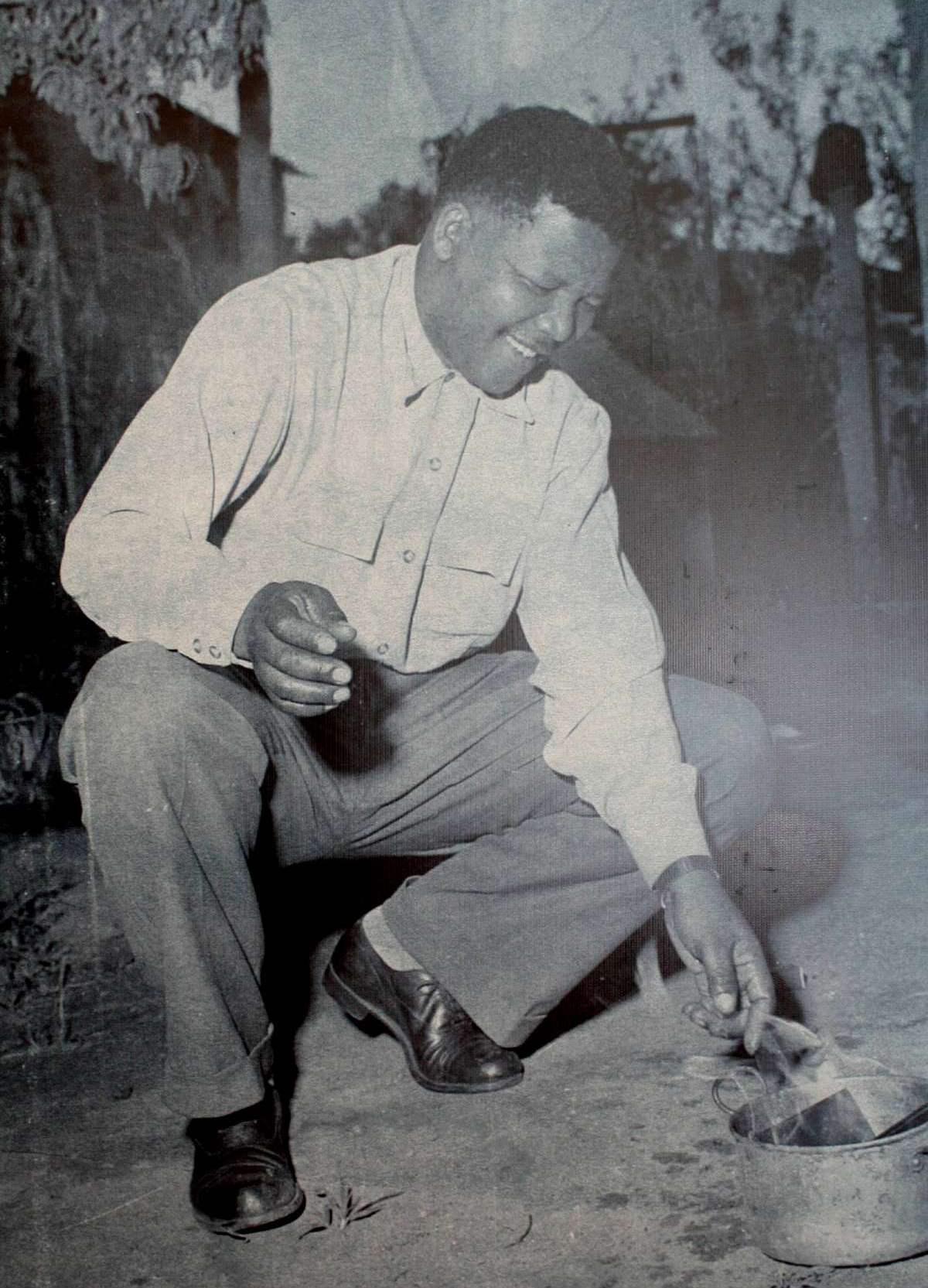
Un geste de résistance à l'apartheid consiste à brûler son passeport intérieur (ici Nelson Mandela brûle son pass en 1960)

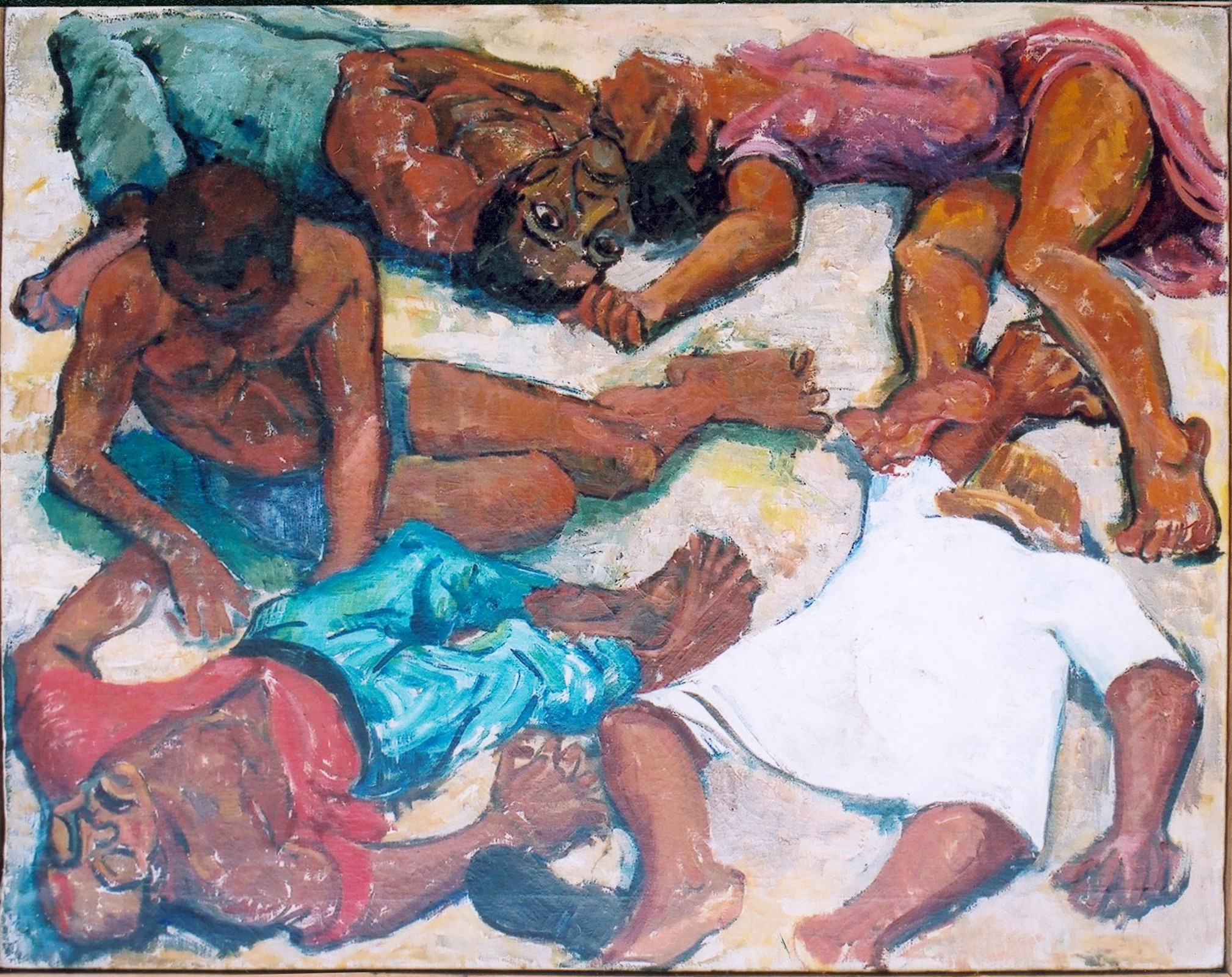
Peinture représentant des victimes du massacre de Sharpeville.

En janvier 1956, environ 2 000 femmes de groupes de couleurs différentes, parmi lesquelles Lillian Ngoyi et Helen Joseph, défilent au nom de la FSAW, devant les Union Buildings à Pretoria. Ignorées par le gouvernement, la FSAW organise une seconde manifestation avec le concours la Ligue des femmes de l'ANC, au mois d'août 1956. Environ 20 000 femmes défilent alors contre les laissez-passer devant les Union Buildings. La même année, à la suite de l'adoption de la charte de la liberté, 156 membres de l'ANC et des organisations alliées sont arrêtés et accusés de haute trahison. Parmi les accusés se trouvent Albert Luthuli, Oliver Tambo, Walter Sisulu, Nelson Mandela tous de l'ANC, mais aussi, Ahmed Kathrada du South African Indian Congress (SAIC) ou encore Joe Slovo du Parti communiste sud-africain (SACP). L'affaire est très médiatisée. L’instruction judiciaire dure pendant quatre ans, période durant laquelle les charges tombent progressivement contre les inculpés. Finalement, en mars 1961, les 30 derniers accusés restants sont à leur tour acquittés au motif que, selon les attendus du jugement, l'ANC ne pouvait être reconnu coupable d'avoir défendu une politique visant au renversement du gouvernement par la violence,.
Durant toute la décennie des années 1950, les mouvements opposés à l'apartheid, issus des différentes communautés, peinent à s'unir et à organiser des manifestations inter-raciales. Malgré les appels de l'ANC, la communauté blanche échoue totalement à constituer un mouvement unique blanc anti-apartheid. Bien au contraire, l'opposition blanche à l'apartheid s'est morcelée en deux grandes familles (radicaux et libéraux), elles-mêmes divisées en sous-groupes divers. L'opposition libérale ignore, également, les appels de l'ANC à manifester ou à se rassembler (campagne de défiance, rassemblement de Kliptown), préférant privilégier les procédures légales. En fait, les motifs de mobilisation des blancs (centrés surtout sur le droit de vote des Métis) ont été différents de ceux de l'ANC et, ni le Parti uni ni le Parti libéral, ne sont favorables à l'extension d'un droit de suffrage sans restriction aux populations de couleurs. Si le Parti uni reste favorable à la domination blanche, le Parti libéral d'Alan Paton, durant cette période, condamne les actions de désobéissance civile, souhaite une déségrégation progressive de la société et se déclare favorable à un droit de vote sélectif pour les individus éduqués et propriétaires. Tout autant opposé à l'apartheid qu'au communisme et même si le Parti est tiraillé entre une aile conservatrice et une aile progressiste inclinée à établir à des contacts avec l'ANC, le Parti libéral est aussi favorable à la présence d'un État occidental en Afrique du Sud et croit en la mission civilisatrice des européens en Afrique. De ce fait, l'opposition libérale est définitivement discréditée aux yeux de l'ANC qui ne privilégiera que ses alliés radicaux,. En 1958, emblématiques des divisions au sein de l'opposition blanche à l'apartheid, les membres du Black Sash se divisent entre Partisans du Parti uni, du Parti libéral et de ceux Partisans de la formation d'un Parti progressiste. La nouvelle défaite du Parti uni, lors des élections générales, scelle le divorce entre celui-ci et le Black Sash qui a évolué vers la condamnation de toutes les lois d'apartheid et reformule, lors de son congrès annuel, ses revendications dorénavant axées sur l'adoption d'une nouvelle constitution, l'opposition à toute loi injuste et l'assistance directe aux victimes de ces lois. Désertée par beaucoup de ses membres, à commencer par sa première présidente, l'association adopte, deux ans plus tard, la déclaration universelle des droits de l'homme. En dépit de la défection massive de ses membres, en 3 ans, le Black Sash va survivre par le biais de petits groupes dévoués qui collaboreront progressivement, dans un cadre toujours légal, avec d'autres mouvements anti-apartheid. Parallèlement, en 1959, constatant les échecs successifs du Parti uni et son absence de programme alternatif, ses membres les plus libéraux forment le Parti progressiste, tandis que le Parti libéral, qui affirme, de plus en plus, son opposition à toute forme de discrimination raciale en Afrique du Sud et évolue vers le multiracialisme, connaît peu de succès électoraux.
Les mouvements noirs de libération, eux aussi, se divisent quand de nombreux radicaux de l'ANC quittent leur mouvement pour protester contre son ouverture aux autres races et forment une organisation nationaliste concurrente, le Congrès panafricain d'Azanie dirigé par Robert Sobukwe.

## La fin de l'Union Sud-Africaine (1958-1961)

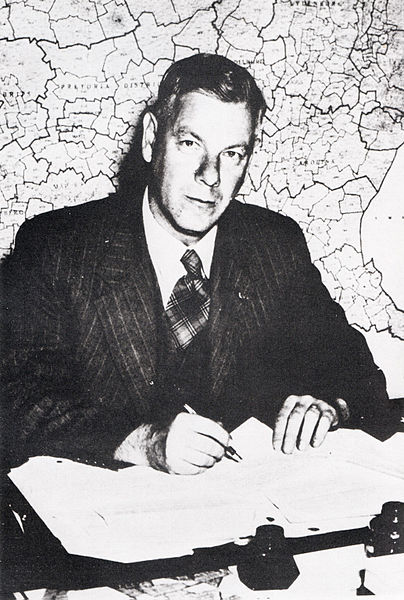
Hendrik Verwoerd, Premier ministre de 1958 à 1966

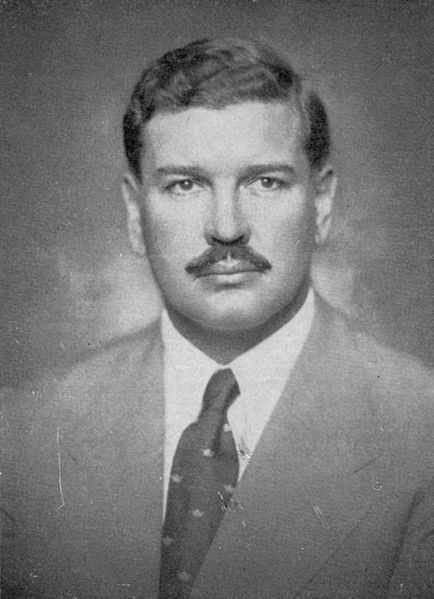
Sir De Villiers Graaff, le chef de l'opposition parlementaire de 1956 à 1977 échoue à constituer une alternative politique convaincante à l'apartheid

En 1958, à la mort soudaine de Strijdom, Hendrik Verwoerd lui avait succédé à la tête du gouvernement. Alors que l'opposition libérale blanche se scinde en deux (des dissidents du Parti uni forment le Parti progressiste), la politique sud-africaine est de plus en plus contestée au niveau international, notamment aux Nations unies.
En réponse aux critiques étrangères sur l'apartheid, le premier ministre Hendrik Verwoerd redéfinit la notion en parlant de développement séparé basé sur la citoyenneté.Cependant, en Afrique du Sud, en application de la politique du grand apartheid assignant à chaque nation ou tribu un territoire (le bantoustan), les populations noires se retrouvent citoyens de "pays" dont ils ne sont parfois pas résidents, et ne peuvent, par conséquent, être citoyens de l'Union et exercer, dans ce cadre, tout droit de vote. La mise en place de l'autonomie dans le premier bantoustan noir, le Transkei, marque, notamment l'apogée de l’apartheid.
En novembre 1959, le projet de grand apartheid est aussi progressivement mis en place dans le Sud-Ouest africain, territoire occupé par l'Afrique du Sud depuis 1915, avec la création du township de Katutura (signifiant « là où on ne veut pas rester ») et le déplacement des populations noires jusque-là résidentes du quartier déclaré insalubre de « Old Location » à Windhoek. Le 10 décembre 1959, la campagne de protestation contre ce déplacement se solde par la mort de 13 manifestants, abattus par les forces de police et 54 blessés. La répression policière s'abat sur la province, contraignant les dirigeants des mouvements locaux d'opposition à l'apartheid comme Sam Nujoma à s'exiler au Bechuanaland.
Convaincu que l'unité nationale entre Afrikaners et sud-africains de langue anglaise ne peut se faire qu'au sein d'une république, Verwoerd annonce en janvier 1960 son intention de réorganiser l'union d'Afrique du Sud en une république membre du Commonwealth. Pour obtenir cette transformation des institutions sud-africaines et faire progresser cette idée dans l'opinion publique blanche d'Afrique du Sud, il bénéficie de plusieurs événements à caractère politique et sociétal

Le 3 février 1960, le premier ministre britannique, Harold Macmilla, en visite officielle au Cap, provoque ainsi la consternation des nationalistes lors d'un discours devant les parlementaires. Évoquant la décolonisation en cours sur le continent africain, Macmillan parle de "vent du changement" ("wind of change") et demande au gouvernement sud-africain de ne pas rester sourd et aveugle aux évolutions internationales et continentales en cours. En appelant implicitement à réformer et abroger les institutions ségrégationnistes, Macmillan apporte du grain à moudre au projet de Verwoerd visant à concrétiser les aspirations républicaines des Afrikaners. 
Le 21 mars 1960, peu de temps après le discours de McMillan, une manifestation du Congrès panafricain d'Azanie à Sharpeville, un township de Vereeniging dans le sud de la province du Transvaal, contre l'extension aux femmes, du passeport intérieur, que les hommes noirs sont obligés de porter constamment sur eux, débouchent sur une fusillade et un massacre. Les responsables de la fusillade sont des policiers qui ont tiré sans sommation sur une foule d'environ cinq mille personnes, dont trois cents étaient à proximité. Il y a soixante-neuf morts, dont huit femmes et dix enfants, ainsi que cent quatre-vingts blessés, dont trente et une femmes et dix-neuf enfants. L'Afrique du Sud se retrouve en « Une » de l'actualité internationale. En riposte, le gouvernement déclare l'état d'urgence face aux manifestations qui s'ensuivent et fait interdire la plupart des mouvements de libération comme l'ANC ou le Congrès panafricain d'Azanie, dont les dirigeants sont emprisonnés, assignés à résidence ou entrent dans la clandestinité. Nelson Mandela fonde alors une aile militaire de l'ANC, appelé Umkhonto we Sizwe, ce qui signifie la Lance de la Nation. Le Conseil de sécurité des Nations unies vote le 1er avril la résolution 134, qui condamne le massacre et enjoint au gouvernement sud-africain « d'abandonner ses politiques d'apartheid et de ségrégation raciale ». En fin d'année, le chef de l'ANC, Albert Lutuli, obtient le prix Nobel de la paix
Ces événements à caractère politique et institutionnel, auxquels s'ajoutent la Catastrophe minière de Coalbrook dans l'État libre d'Orange où 435 mineurs sont ensevelis vivants et, une tentative d'assassinat contre Verwoerd, ont pour effet de rassembler une grande partie de la population blanche derrière son gouvernement, au-delà des clivages linguistiques et identitaires. Flattant le nationalisme des Afrikaners et d'une partie de la population blanche anglophone, Verwoerd plaide alors la fin de toute allégeance au Royaume-Uni et appelle à l'instauration de la République. Il organise alors un référendum auprès de la population blanche, tout en prenant soin d'intégrer les électeurs du Sud-Ouest africain à la consultation; afin de favoriser l'électorat afrikaner et germanophone plus sensible à l'option républicaine. Le 5 octobre 1960, la question qu'il fait poser est "Do you support a republic for the Union?" (Is U ten gunste van 'n Republiek vir die Unie?). Le Parti progressiste et le Parti Uni appellent à voter "non". Une petite majorité de 850 458 voix soit 52,3 % des suffrages exprimés répond par l'affirmative (les opposants rassemblent 775 878 voix et 47,7 % des suffrages). Seuls les électeurs de la province du Natal s'opposent à la république (93 % des suffrages exprimés), mais la sécession envisagée fait long feu. 

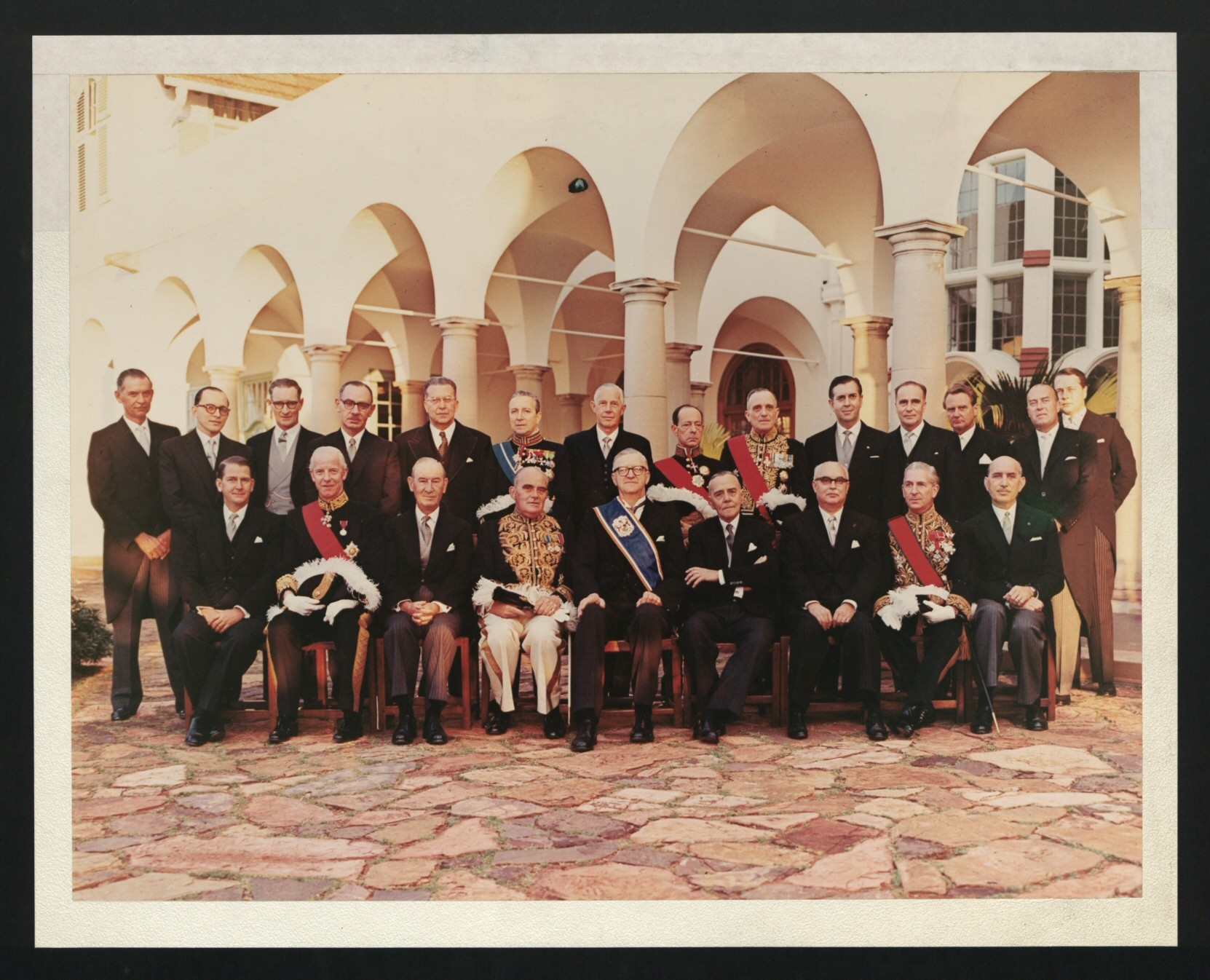
Charles R. Swart, premier président de la république d'Afrique du Sud et Eric Louw, ministre des affaires étrangères, entourés des ambassadeurs présents en Afrique du Sud

Le 3 mars 1961, à la conférence des pays du Commonwealth à Londres, Verwoerd propose de maintenir l'Afrique du Sud au sein de l'organisation en tant que république. Mais il rencontre l'hostilité de l'Inde, des nouveaux pays décolonisés d'Asie et d'Afrique mais aussi du Canada qui s'en prennent à la politique d'apartheid pratiquée par l'Afrique du Sud. Les principaux opposants à Verwoerd sont Kwame Nkrumah (président du Ghana), Jawaharlal Nehru (Premier ministre indien) et John Diefenbaker (Premier ministre canadien) lequel demande à l'Afrique du Sud d'abandonner sa politique raciale. Verwoerd récuse tout dictat et refuse qu'un pays étranger se mêle de la politique intérieure sud-africaine, soutenu, sur ce point, par l'opposition parlementaire sud-africaine. Il prend les devants d'une éventuelle expulsion de l'organisation et le 15 mars 1961, il annonce que son pays annule son adhésion au Commonwealth.
Le 31 mai 1961, jour de l'anniversaire de la signature du traité de Vereeniging marquant la fin de la guerre des Boers, mais aussi jour de la fondation de l'Union (1910) et de l'inauguration de son drapeau national (1928), la république d'Afrique du Sud (RSA) est proclamée et l'adhésion au Commonwealth résiliée (elle sera restaurée en 1994). La reine Élisabeth II cesse alors d'être le chef d'État, tandis que le dernier gouverneur général d'Afrique du Sud, Charles R. Swart devient le premier président de l'État de la république d'Afrique du Sud, reprenant tous les pouvoirs et compétences jusque-là réservés au monarque et au gouverneur. D'autres changements symboliques interviennent comme l'abandon des titres royaux de toutes les institutions civiles et militaires, mises à part quelques rares exceptions ("Royal Natal National Park"), le remplacement de la référence à la Couronne par celui de l'État d'Afrique du Sud, le retrait de tous les insignes royaux, des uniformes de police, la transformation du Queen's Counsel en Senior Counsel ou encore le remplacement de la livre sud-africaine par une nouvelle monnaie, le rand.

## La république d'Afrique du Sud à l'apogée de l'apartheid (1961-1966)

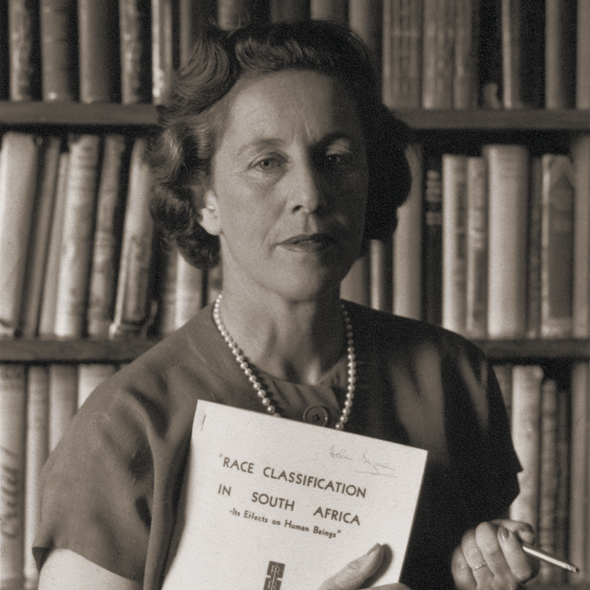
Helen Suzman, figure emblématique de l'opposition parlementaire à l'apartheid durant 3 décennies

Aux élections du 8 octobre 1961, la politique de Verwoerd est plébiscitée, alors qu'Helen Suzman devient la seule élue du Parti Progressiste dont le programme est centré autour de l'adoption d'une déclaration des droits et la mise en place d'une franchise électorale pour permettre à tout citoyen adulte d'Afrique du Sud, instruit et économiquement autonome, de pouvoir voter aux élections. Sur ce dernier point, le Parti progressiste se distingue du Parti libéral qui s'est rallié au suffrage universel. Reconnaissant la nécessité d'une représentation politique représentative de la pluralité de la société sud-africaine, le Parti progressiste estime que le suffrage universel est une option politique trop radicale et menaçante envers la minorité blanche et lui préfère une alternative sur un modèle proche de la démocratie consociationnelle dont l'objectif est de protéger les minorités ethniques et politiques. En dépit du soutien du Rand Daily Mail, du Star ou du Daily Dispatch, le vote du Parti progressiste se cantonne, pendant 13 ans, aux quartiers aisés et anglophones de Johannesburg et du Cap. Au sein de l'élite intellectuelle blanche de langue afrikaans, les valeurs autrefois célébrées autour de l'Afrikanerdom sont aussi contestées. Un nouveau mouvement littéraire apparaît, celui des Sestigers (écrivains des années soixante), marqué par les figures d'André Brink, d’Etienne Leroux, d'Ingrid Jonker, de Uys Krige, de Breyten Breytenbach ou de J. M. Coetzee. Ce mouvement est marqué par la sortie du laager et sur l'ouverture sur le monde. Opposés à l'apartheid, certains renoncent à écrire en afrikaans considéré comme la langue de l’Apartheid et choisissent l'anglais qui leur permet de sortir du ghetto blanc et d'obtenir plus facilement une audience internationale. Tous les thèmes sont abordés, y compris certains tabous de la communauté afrikaner (sexe, violence, culpabilité envers les Noirs...). Plusieurs d'entre eux subissent les foudres du pouvoir qui emploient tous les moyens à disposition pour les réprimer ou les censurer. L'historiographie est elle-même atteinte par ce mouvement de contestation de l'ordre établi, au travers de la remise en cause de la notion d’ethnicité, valeur essentielle du nationalisme afrikaner. Chez les écrivains anglophones, historiquement critiques envers le pouvoir afrikaner, les livres de Alan Paton, de Nadine Gordimer ou de l'anglo-rhodésienne Doris Lessing témoignent de leur opposition intégrale à l'apartheid, tandis que les écrivains noirs, comme William Modisane, évoquent la vie dans les townships et la perception qu'un Noir peut avoir de l'homme blanc.

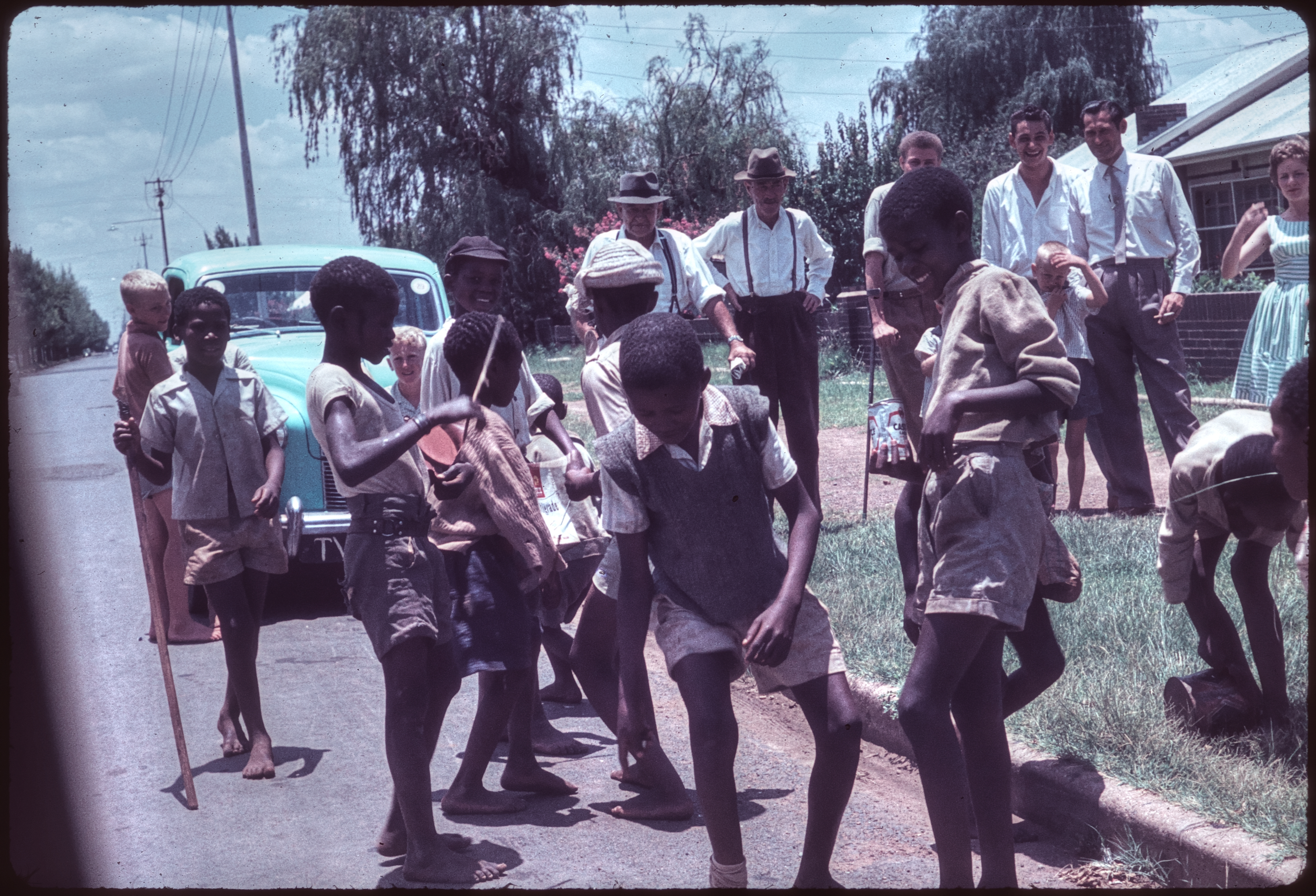
Enfants noirs dansant dans les rues de Potchefstroom le jour de Noël en 1962, regardés par des adultes et enfants blancs

En juillet 1963, plusieurs activistes de l'ANC interdite, dont Nelson Mandela et Walter Sisulu sont arrêtés à Rivonia et inculpés de haute trahison et de complots envers l'État. En 1964, ils sont condamnés à la prison à vie, alors que trois millions et demi de Noirs sont, à cette date, regroupés dans les bantoustans, sans pouvoir civique autre que celui de travailler pendant la journée dans le reste du pays.
En raison de sa politique d'apartheid, l'Afrique du Sud est exclue des Jeux olympiques d'été de 1964 qui se déroulent à Tokyo au Japon.
En 1965, Verwoerd refuse la présence de joueurs et de spectateurs Maoris, à l’occasion de la tournée des All Blacks néo-zélandais en Afrique du Sud, prévue en 1967, ce qui oblige la fédération néo-zélandaise de rugby à XV à la faire annuler.
Aux élections du 30 mars 1966, le Parti national remporte 58 % des suffrages, alors qu'à ses frontières, la « colonie » de Rhodésie du Sud de Ian Smith a déclaré, unilatéralement son indépendance de la Grande-Bretagne, pour maintenir le principe de la domination blanche sur son territoire.
La fin du mandat de Verwoerd, en tant que Premier ministre d'Afrique du Sud, fut, également, marquée par le début de la guerre de la frontière qui dura 22 ans du 26 août 1966 au 21 décembre 1988.
Trois jours avant sa mort, Verwoerd avait eu des entretiens avec Joseph Leabua Jonathan, Premier ministre du Lesotho, un État indépendant enclavé dans le territoire sud-africain, à l'Union Buildings à Pretoria.
Le 6 septembre 1966, un déséquilibré, Dimitri Tsafendas un Métis d'origine grecque et mozambicaine, assassine Verwoerd, en plein cœur du parlement, mettant ainsi fin à la phase d'élaboration et d'application intensive et méthodique de l'apartheid.

## L'Afrique du Sud à l'ère du pragmatisme (1966-1978)

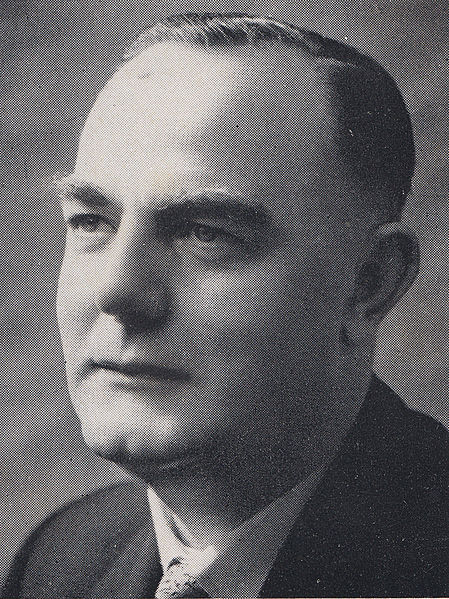
John Vorster

Une semaine après l'assassinat de Verwoerd, c'est le ministre de la justice, John Vorster, qui lui succède au poste de président du Parti national et à celui de Premier ministre, après l'avoir emporté contre le ministre des Transports, Ben Schoeman, président du Parti national dans le Transvaal.
Beaucoup plus détendu que son prédécesseur, John Vorster autorisa à se laisser photographier en train de jouer au golf en short court. Il n'hésita pas non plus à accueillir des journalistes de l'opposition dans son propre cabinet pour des réunions d'information régulières. Vorster accueillit, également, des visiteurs étrangers avec son surprenant salut : bienvenue dans l'État policier le plus heureux dans le monde.
Beaucoup plus raisonnable que son prédécesseur, il injecta un peu d'humanité et d'humour dans le lourd climat idéologique en Afrique du Sud. Cette nouvelle perspective dans le leadership de l'Afrique du Sud fut qualifiée par les Sud-Africains blancs, de gentillesse raisonnable.
Ainsi, alors qu'elle avait déclaré que Hendrik Verwoerd avait quelque chose de presque diabolique et d'effrayant, Helen Suzman, qui fut l'unique députée du Parti progressiste au parlement sud-africain de 1961 à 1974, considéra par contre que Vorster avait de la chair et du sang.
Au racisme explicite de Johannes Strijdom et à celui implicite d'Hendrik Verwoerd, avait succédé un homme qui fut le premier Premier ministre nationaliste à affirmer qu'il n'y avait pas de races supérieures ou inférieures en Afrique du Sud. C'est, également, sous le gouvernement Vorster que fut définitivement abandonné le concept du Baasskap, instauré sous Johannes Strijdom et maintenu sous Hendrik Verwoerd, au profit de la lutte contre le communisme.

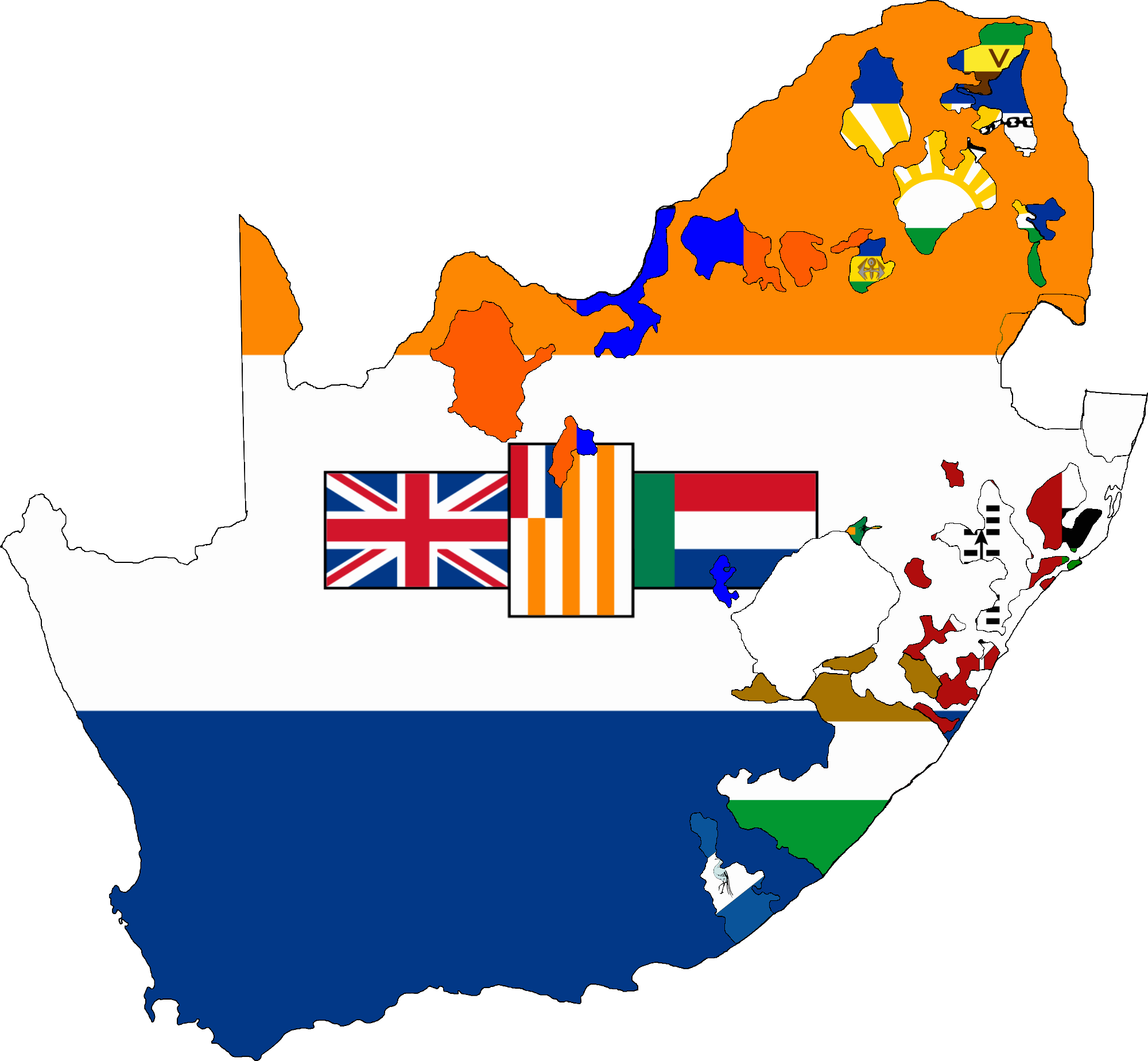
L'Afrique du Sud des provinces et des bantoustans

En politique intérieure, John Vorster a assoupli certaines lois vexatoires du petty apartheid. Il autorisa ainsi l'ouverture des bureaux de poste, des parcs, et de certains hôtels et restaurants aux Noirs.
En 1971, John Vorster refusa de faire modifier le drapeau sud-africain, contrairement à ce que voulait faire Verwoerd qui souhaitait adopter un nouveau drapeau tricolore débarrassé de l'Union Jack, et aux bandes verticales orange, blanche et bleue et, au centre duquel auraient figuré un springbok et des proteas.
Sur le plan sportif, Vorster annonce en 1967 un relâchement des règles en qui concerne les rencontres sportives internationales : il annonce que les équipes sportives internationales comprenant à la fois des joueurs blancs et des joueurs de couleur sont désormais acceptées en Afrique du Sud, à la condition qu'elles n'aient pas de visée politique. La même année, son gouvernement abrogea la législation d'Apartheid interdisant des équipes sportives multi-raciales pour permettre à l'Afrique du Sud d’être admise aux Jeux olympiques de Mexico. Toutefois l'équipe sélectionnée pour ces jeux olympiques ne put y participer en raison des protestations de nombreux pays africains.
À la même époque éclate l'affaire D'Oliveira du nom du joueur métis de cricket anglais, d'origine sud-africaine, annoncé dans l'équipe d'Angleterre de cricket venue en tournée en Afrique du Sud au cours de l'hiver 1968-1969. En dépit des assouplissements à l'apartheid dans le sport, le gouvernement de John Vorster décide que si Basil D'Oliveira est sélectionné, par le Marylebone Cricket Club, dans l'équipe d'Angleterre, il fera annuler la tournée. Finalement, la tournée sera effectivement annulée, tout comme celle de l'équipe d'Afrique du Sud de cricket en Angleterre en 1970, à la suite de virulentes manifestations anti-apartheid.
Si Vorster refusa que D'Oliveira mette le pied en Afrique du Sud, il autorisa, en revanche, la présence de joueurs et de spectateurs maoris lors de la tournée de l'équipe de Nouvelle-Zélande de rugby à XV en Afrique du Sud en 1970. Cette décision provoqua un schisme au sein du Parti national quand une faction radicale, menée par Albert Hertzog (fils du général boer et ancien Premier ministre James Barry Hertzog), Jaap Marais et Louis Stofberg, fit scission pour créer en 1969 le Parti national reconstitué (Herstigte Nasionale Party - HNP). Reprise en main par Jaap Marais en 1977, cette dissidence restera marginale (3 à 7 % des voix blanches).
Ce schisme renforça la popularité de Vorster au sein de la communauté blanche, y compris chez les progressistes anglophones (pourtant opposés à la politique d'Apartheid). Après avoir été, en tant que ministre de la Justice, intraitable au début des années 1960 avec les nationalistes noirs anti-apartheid, en concoctant les lois les plus répressives du régime, John Vorster se montrait, à présent, intraitable avec les héritiers spirituels de Verwoerd, n'hésitant pas à aller jusqu'à risquer le schisme politique, afin de préserver, selon sa vision, l'unité et la source du pouvoir afrikaner. Durant les années 1970, il a assumé un contrôle presque complet sur le mouvement nationaliste afrikaner.
Dans les années 1970, le ministre des Sports de Vorster, Piet Koornhof, annonce la mise en place d'équipes sportives zoulous, xhosas, indiennes, et métisses.
En 1976, le gouvernement sud-africain consent à ce qu'une des premières équipes mixtes sud-africaines affronte la grande Argentine en match amical, à cette occasion Jomo Sono, joueur des Orlando Pirates Football Club marque 4 buts et permet à l'Afrique du Sud de s'imposer 5-0.
Du côté de l'opposition parlementaire, les tensions internes au sein du Parti national n'ont pas bénéficié au Parti uni, lui-même en proie à des divergences internes. Au début des années 1970, le Parti uni est un parti conservateur qui a voté en faveur de plusieurs des lois destinées à maintenir l'ordre public. En outre, par respect scrupuleux de la souveraineté sud-africaine, il s'est, à plusieurs reprises, montré solidaire du Parti national, face aux critiques internationales. Sur le plan de la politique raciale, le Parti propose de créer un État sud-africain décentralisé sous forme de fédération de communautés identifiées en fonction de considérations ethniques et géographiques. Pour le Parti uni, la coopération politique entre les divers groupes raciaux d'Afrique du Sud ne peut se faire qu'à partir du moment où chaque peuple d'Afrique du Sud s'estime en sécurité, que ce soit au niveau politique ou culturel. 

Peu convaincu par cette politique en matière raciale, Harry Schwarz, le chef de file de la faction libérale, entreprend de régénérer le mouvement, de l'intérieur, en proposant d'en faire un Parti plus innovant et agressif pour contrer la politique raciale du gouvernement. Cependant, il se heurte au chef du Parti, Sir de Villiers Graaff, et à la «vieille garde». 

Nouveau chef du Parti uni au Transvaal en 1973, Schwarz rencontre le chef Mangosuthu Buthelezi, le 4 janvier 1974, avec lequel il signe la Déclaration Mahlabatini en faveur de l'établissement d'une société non raciale en Afrique du Sud. La déclaration expose, notamment la volonté de ses signataires d'établir une relation de confiance et de fonder une Afrique du Sud post-apartheid basée sur l'égalité des chances, le bonheur et la sécurité. L'engagement est affirmé que le changement politique et social, en Afrique du Sud, ne doit se faire que par des moyens pacifiques. Pour la première fois, dans l'histoire sud-africaine contemporaine, un document écrit atteste d'une communauté d'idées et de visions politiques entre des dirigeants politiques blancs et noirs. Si la déclaration ravit les libéraux des différents mouvements politiques du pays ainsi que la presse libérale, elle met en colère les membres conservateurs du Parti uni et suscite la condamnation et les moqueries du Parti national et de sa presse. Harry Schwarz est néanmoins élu à la chambre de l'assemblée du parlement pour la circonscription de Yeoville, lors des élections d'avril 1974, alors que 6 députés progressistes rejoignent Helen Suzman sur les bancs de l'assemblée. Bien que ces derniers aient principalement été élus au détriment de députés du Parti uni, Schwarz et ses partisans réformistes sont expulsés du Parti par Sir De Villiers Graaff. Après avoir créé un Parti réformiste, Schwarz et ses alliés fusionnent leur mouvement avec le Parti progressiste pour former le Parti progressiste réformiste, dorénavant dotés de 11 élus au parlement. Dirigé par Colin Eglin, le Parti progressiste réformiste entend supplanter le Parti uni et propose l’abolition des lois de l'Apartheid ainsi que des réformes constitutionnelles pour permettre une évolution fédérale de l'Afrique du Sud et le partage du pouvoir avec la population noire du pays. Il n'entend pas, cependant, instaurer le suffrage universel, mais reste favorable à une franchise électorale basée sur des critères d'instructions et des critères de revenus. Dans sa déclaration de principe, le Parti progressiste réformiste préconise une Afrique du Sud ouverte et tolérante, où toute personne peut s'associer avec qui elle souhaite, peut devenir propriétaire et peut utiliser n'importe quel équipement public. Dans le même temps, le Parti progressiste réformiste soutient le droit des parents à choisir leur église ou l'école de leurs enfants, la liberté académique et l'autonomie des universités et préconise une modernisation du droit du travail en supprimant la colour bar, les emplois réservés, le contrôle des flux migratoires internes à l'Afrique du Sud et le système de travail migrant.
Le 27 septembre 1975, les dirigeants du Parti progressiste réformiste signent à Johannesburg une déclaration conjointe de principe, avec les dirigeants des bantoustans du KwaZulu, du Gazankulu, du Lebowa et du QwaQwa, ainsi qu'avec les dirigeants du Parti travailliste, des Métis et du Congrès indien. Dans cette déclaration, ils déclarent vouloir travailler ensemble pour aboutir à un changement pacifique en Afrique du Sud et en appellent à une convention nationale représentative pour établir une nouvelle Afrique du Sud protectrice des droits des individus et des groupes, et dont le gouvernement serait basé sur les territoires et non sur le statut racial.

### L'inflexion de la politique sud-africaine au Sud-Ouest Africain/Namibie
Le mandat de Vorster comme premier ministre de l'Afrique du Sud fut aussi marqué par la Guerre de la frontière sud-africaine qui eut lieu de 1966 à 1988. À la différence de son prédécesseur Hendrik Verwoerd qui avait fait interdire l'ANC en Afrique du Sud après le massacre de Sharpeville le 21 mars 1960, John Vorster n'a jamais fait interdire la SWAPO, mouvement anti-apartheid luttant contre l'occupation sud-africaine du Sud-Ouest africain/Namibie. En 1967, son gouvernement annonce qu'il accorde une autonomie limitée à l'Ovamboland, une zone tribale, fief de l'organisation. En 1970, le chef du Parti national du Sud-Ouest africain, Abraham du Plessis a proposé au gouvernement sud-africain que le Sud-Ouest africain soit inclus en tant que cinquième province de l'Afrique du Sud mais le gouvernement sud-africain, craignant les protestations internationales a rejeté la demande de Du Plessis.
Les années 1970 sont marquées par une forte évolution de la politique interne. À la suite de la grève de milliers d'ouvriers Ovambos entre décembre 1971 et juin 1972, le gouvernement Vorster entreprend des réformes et abroge la loi de 1920 dite « maître et serviteurs ». Les contacts sont renoués entre le l'ONU et le gouvernement sud-africain. À la suite de la désignation par l'Assemblée générale des Nations unies de la SWAPO comme représentant unique et authentique du peuple namibien le 12 septembre 1973, et percevant les divisions au sein même des mouvements d'opposition du Sud-Ouest africain, Vorster abandonne les objectifs du rapport Odendaal, un rapport de 1964, mis en place en 1968 qui prévoyait la constitution de dix bantoustans sur le territoire namibien, dont six ayant vocation à devenir autonomes, représentant ainsi plus des deux tiers de la population namibienne et décide dans le cadre de sa politique de détente avec les pays africains de s'engager dans la voie de l'autodétermination du territoire « y compris celle de l'indépendance ». Il va ainsi faire du Sud-Ouest africain, future Namibie, un terrain de négociations politiques dont il réutilisera les résultats pour la Rhodésie dirigée par Ian Smith (des résultats qui servirent de modèle pour l'Afrique du Sud elle-même dans les années 1990). C'est également sous John Vorster qu'ont lieu les dernières élections où seuls les blancs du Sud-Ouest africain disposent du droit de vote pour élire l'assemblée législative du Sud-Ouest africain (composée seulement de 18 sièges). Elles ont lieu le 24 avril 1974 (le jour même des élections générales sud-africaines de 1974) (presque 20 ans jour pour jour avant les premières élections multiraciales sud-africaines) et sont remportées pour la 6e fois consécutive par le Parti national du Sud-Ouest africain.
En 1974, le gouvernement Vorster a chargé le chef du Parti national du Sud-Ouest africain, Abraham du Plessis d'engager un dialogue avec les différents groupes de population et mouvements d'opposition afin d'arriver à une sorte de gouvernement pour le Sud-Ouest Africain. En novembre 1974, l'ensemble des autorités du territoire, y compris les autorités tribales et les représentants des partis politiques noirs sont invités par l'assemblée législative du Sud-Ouest africain, à discuter de l'avenir politique du pays. Toutefois, l'invitation est déclinée par la SWAPO et la SWANU. Cette invitation débouchera sur l'organisation de la Conférence de la Turnhalle qui durera deux ans (du 1er septembre 1975 au 6 octobre 1977). Vorster confia l'organisation de cette conférence à deux membres du parti national du Sud-Ouest africain, Dirk Mudge et Ebenzer Van Zijl.
En février 1975, au cours d'une visite secrète au Liberia, John Vorster déclara au président de ce pays, William Richard Tolbert que son gouvernement serait heureux de renoncer au Sud-Ouest-Africain, mais qu'en tant qu'autorité administrative, il avait des responsabilités concernant ce territoire, il aurait également dit à ce dernier que si l'Afrique du Sud se retirait immédiatement du Sud-Ouest Africain, ce serait un désastre. Le 8 juin 1977, John Vorster, et son ministre des Affaires étrangères, Pik Botha, rencontrent au Cap les délégations représentées à la conférence de la Turnhalle.
Le 1er septembre 1977, Vorster nomme comme administrateur du Sud-Ouest africain, Martinus Steyn, un juge à la réputation libérale, qui un mois après sa nomination abroge les lois d'apartheid sur les mariages mixtes, et sur l'immoralité, et supprime les contrôles intérieurs sur tout le territoire, à l'exception de la zone diamantifère (où elle est toujours en vigueur de nos jours) et de la frontière septentrionale. Le gouvernement sud-africain n'était pas satisfait de l'attitude du Parti national du Sud-Ouest africain, qui a préféré adhérer au Groupe d'action pour le retour aux principes de la Turnhalle plutôt qu'à l'Alliance démocratique de la Turnhalle, un parti politique de Namibie fondé en 1977 à la suite de la conférence de la Turnhalle et le 28 septembre 1977, les relations entre le parti national d'Afrique du Sud et le parti national du Sud-Ouest africain ont été rompues. Les conclusions de la conférence de la Turnhalle débouchent sur les premières élections multiraciales du Sud-Ouest Africain, (boycottées par la SWAPO, et la SWANU et non reconnues par l'ONU) qui ont lieu en décembre 1978 et qui sont remportées par l'Alliance démocratique de la Turnhalle avec 82 % des voix.

### La politique de détente avec les pays africains
Plus pragmatique, plus émotionnel, et surtout moins dogmatique que son prédécesseur, John Vorster, entreprit une politique de détente avec plusieurs pays africains comme Madagascar. Il noua des relations suivies avec de nombreux chefs d'État africains comme l'Ivoirien, Félix Houphouët-Boigny ou le Zambien Kenneth Kaunda.
Il provoqua une certaine agitation en recevant avec tous les honneurs une délégation commerciale malawite. et exempta les diplomates de ce pays de l'application des lois d'apartheid. Il invita Joseph Leabua Jonathan, le Premier ministre du Lesotho à déjeuner au prestigieux Mount Nelson Hotel dans la ville du Cap. Dans le même temps, il apportait une aide militaire et policière au gouvernement blanc de Ian Smith en Rhodésie. Sa politique d'ouverture à l'Afrique suscita le plus grand intérêt mais sa volonté de faire de l'Afrique du Sud une superpuissance régionale se heurta au contexte géopolitique de l'époque.
Le vote par l'Assemblée générale des Nations unies de la résolution 2145, le 17 octobre 1966 déclarant que l'Afrique du Sud avait failli à ses obligations résultant du mandat qui lui avait été confié par la SDN pour occuper le Sud-Ouest africain, la révocation du mandat sud-africain dans le Sud-Ouest africain (future Namibie) par l'Assemblée générale des Nations unies en 1968, la déclaration de l'illégalité de la présence sud-africaine en Namibie par le Conseil de sécurité des Nations unies en 1970, la confirmation de la révocation du mandat sud-africain dans le Sud-Ouest Africain par un avis consultatif de la Cour internationale de justice le 21 juin 1971, et l'exclusion de l'ambassadeur d'Afrique du Sud aux Nations unies, Pik Botha, par l'Assemblée générale des Nations unies en 1974, mirent à mal cette politique de détente. Pourtant avec ses réformes intérieures concernant l'apartheid, sa médiation dans le conflit en Rhodésie et l'annonce d'une conférence constitutionnelle dans le Sud-Ouest-Africain John Vorster voulait démontrer sa bonne foi et la volonté de l'Afrique du Sud à s'imposer comme une force de stabilisation.

### La médiation sud-africaine dans le conflit en Rhodésie
Pour Robert Jaster, chef de la CIA en Afrique, la Rhodésie était le test majeur de cette politique de détente d'autant plus que les objectifs de Vorster étaient différents de ceux de Ian Smith, premier ministre de Rhodésie et seul homme politique blanc de la région dont la cote de popularité est alors supérieure à celle du premier ministre sud-africain au sein de la communauté blanche. Au début du mois de janvier 1973, Ian Smith provoque l'hostilité de son grand voisin sud-africain en prenant la décision de fermer sa frontière avec la Zambie où les intérêts économiques de l'Afrique du Sud sont considérables.
L’État tampon de Rhodésie du Sud devient dès lors un fardeau pour son puissant voisin. L'éditorial d’un journal sud-africain exprime cette mauvaise humeur en demandant à Monsieur Smith de « rechercher des solutions aux problèmes existants » au lieu d’en créer de nouveaux. Ainsi, un pont aérien est mis en place entre la Zambie et l’Afrique du Sud pour le transport de matériel d’exploitations des mines. La frontière est finalement rouverte dès le 5 février 1973 marquant un échec diplomatique pour Smith, lâché par ses alliés sud-africains et portugais au Mozambique. Un épisode qui démontra par ailleurs la dépendance de la Rhodésie envers l’Afrique du Sud. Une dépendance qui sera encore plus accrue à la suite de la chute en 1974 du second allié de la Rhodésie, l'Estado Novo (Portugal) provoquée par la révolution des Œillets, le 25 avril 1974.
Vorster décide alors dans le cadre de sa politique de détente avec les pays africains, d'intervenir personnellement auprès de Smith pour tenter de l’amener à négocier la fin de la domination de la minorité blanche en Rhodésie. Ainsi le 11 décembre 1974, sous la pression de Vorster, Smith annonce la libération de tous les prisonniers politiques emprisonnés pendant 10 ans au camp de restriction de Gonakudzingwa à la frontière entre la Rhodésie du Sud et le Mozambique, ainsi qu'un cessez-le-feu, assuré selon lui de la fin des actes de terrorisme en Rhodésie et de l'organisation prochaine d’une conférence constitutionnelle avec des chefs nationalistes noirs rhodésiens modérés. Mais les libérations de prisonniers sont assez rapidement ajournées à la suite de nombreuses violations du cessez-le-feu. Ce qui n’empêcha pas John Vorster de continuer en 1975, avec le soutien des Britanniques et surtout celui des Américains, à faire pression sur le gouvernement de Ian Smith pour que ce dernier accepte de négocier le principe d'un transfert du pouvoir à la majorité noire en Rhodésie. 
Au début de l'année 1975, les forces de polices sud-africaines furent déjà repliées sur des positions moins avancées. Le 16 février 1975, Vorster annonce à Ian Smith que l'Afrique du Sud ne fournirait plus de troupes en soutien au gouvernement blanc de Rhodésie au moment même où, pour contrer la guérilla, les forces de sécurité du gouvernement rhodésien multiplient les raids contre les bases d’entraînement de la ZANU et de la ZAPU au Mozambique et en Zambie. La fin du soutien de l'Afrique du Sud à la Rhodésie sera aussi marqué notamment par la décision de John Vorster de retirer de Rhodésie avant le mois de juin 1975, toutes les unités para-militaires sud-africaines, un retrait annoncé le 8 avril 1975 par Vernon Mwaanga, le ministre zambien des affaires étrangères. Vorster annonça également le retrait de ce pays de plusieurs contingents de la police sud-africaine (1 800 hommes sur les 2 000 qui avaient été déployés en Rhodésie de 1967 à 1975). 
À l'été 1975, c'est le ministre de la police de Vorster, Jimmy Kruger qui annonce le 1er août, le retrait progressif des 200 derniers policiers sud-africains déployés en Rhodésie. John Vorster décida aussi de ralentir le trafic vers la Rhodésie. Pour Smith, le comportement de Vorster était une trahison digne de ce qu'il attendait de la Grande-Bretagne et non d'un allié mais il est obligé de céder. Mais ce fut surtout le cas du révérend Ndabaningi Sitholé qui provoqua le plus de tensions entre le gouvernement rhodésien et son aillé sud-africain. Arrêté le 22 juin 1964 aux côtés de Mugabe, Tekere, Nyagumbo et Takawira pour ses activités politiques, Sitholé (qui fut condamné en 1969 à 6 ans de prison supplémentaires pour avoir organisé un complot visant à assassiner Ian Smith) sera libéré le 11 décembre 1974, après avoir passé 10 ans en prison au camp de restriction de Gonakudzingwa, sous la pression de John Vorster qui chercha à trouver des interlocuteurs modérés au gouvernement blanc de Ian Smith. Le 4 mars 1975, Le révérend Sitholé sera de nouveau arrêté (cette fois-ci accusé de complot contre les autres leaders nationalistes noirs rhodésiens), (raison évoquée par le gouvernement rhodésien), (ce qui poussa le lendemain, l'évêque méthodiste Abel Muzorewa le leader du Conseil national africain uni à annoncer la suspension des pourparlers engagés avec le gouvernement rhodésien sur un règlement constitutionnel en Rhodésie tant que Sitholé n'aurait pas été libéré). Les sud-africains étaient eux aussi furieux et extrêmement mécontents de cette action et soupçonnaient que la véritable raison était que les Rhodésiens s'opposaient à Sitholé et préféraient négocier avec le chef de la ZAPU, Joshua Nkomo.
John Vorster convoqua alors en urgence au Cap, 10 jours plus tard, le 15 mars, Ian Smith et son ministre de la défense et des affaires étrangères P. K. van der Byl qui n'a pas réussi à rassurer les Sud-Africains et un mois plus tard, le 4 avril 1975, moins de 48 heures après la visite éclair en Rhodésie du ministre sud-africain des affaires étrangères, Hilgard Muller, Sitholé est relâché pour qu'il puisse assister à la conférence des ministres de l'O.U.A. à Dar-Es-Salaam. (Le retour en prison du révérend Sitholé profita aussi et surtout à Robert Mugabe qui bénéficia également de l'assassinat de Herbert Chitepo le 18 mars 1975 en Zambie pour prendre le contrôle total de la ZANU.
En avril 1975, John Vorster appela à des négociations entre Ian Smith et les leaders nationalistes noirs rhodésiens. A plusieurs reprises d'ailleurs, John Vorster usera de sa médiation pour tenter de persuader Ian Smith de se réconcilier avec les dirigeants nationalistes noirs rhodésiens. Après une vaine tentative en juin 1975, un haut responsable du Conseil national africain, dirigé par l'évêque méthodiste Abel Muzorewa, (qui deviendra le conseil national africain uni en 1977) déclara que Vorster aboyait sur Smith alors qu'il devait être mordant.
Dans une interview accordée au journal américain le Washington Post le 2 avril 1975, l’évêque méthodiste Abel Muzorewa, leader du Conseil National Africain (ANC) s'il se montra particulièrement critique envers le gouvernement britannique en déclarant, (nous avons perdu notre temps en nous adressant à la Grande-Bretagne), jugea au contraire décisive " l'influence de l'Afrique du Sud sur la Rhodésie, estimant qu'elle est la véritable source du pouvoir dans ce pays, (Muzorewa estima par ailleurs que John Vorster pourrait être invité à présider les prochaines négociations entre les mouvements de libération et le gouvernement rhodésien).
Ce qui fut le cas lorsque le 25 août 1975, en concordance avec Kenneth Kaunda, le président de la Zambie (avec qui il déjeuna à l'hôtel Intercontinental Musi-o-Tunya, à Livingstone en Zambie, en présence de deux dirigeants nationalistes noirs rhodésiens, Abel Muzorewa et Joshua Nkomo et du secrétaire sud-africain pour les affaires étrangères Bernardus Gerhardus Fourie) (futur ambassadeur d'Afrique du Sud aux Etats-Unis) , John Vorster fit organiser dans un wagon sud-africain situé au-dessus des Chutes Victoria, à la frontière entre la Rhodésie du Sud et la Zambie, la toute première rencontre officielle entre Smith et les principaux leaders nationalistes noirs de Rhodésie, (la délégation du gouvernement rhodésien arriva du côté rhodésien de la frontière tandis que la délégation du Conseil National Africain arriva du côté zambien de la frontière). (Jusqu’à présent Ian Smith ne négociait qu'avec Abel Muzorewa, le leader du Conseil National Africain Uni) (UANC), Smith, qui déclara deux jours avant la conférence, (Nous ne remettrons pas notre pays à un gouvernement à majorité noire), insista pour que la rencontre ait lieu en Rhodésie alors que le Conseil national africain uni voulait qu'elle ait lieu ailleurs car deux de ses représentants le révérend Ndabaningi Sitholé (le chef de la Zimbabwe African National Union – Ndonga), (l'aile modérée de la ZANU), (opposée à l'aile radicale du mouvement, dirigée par Robert Mugabe), qui fut désigné comme nouveau chef de la ZANU aux dépens de Sitholé lors d'une élection interne en prison en 1974), (ce que Sitholé n'a jamais reconnu) et James Chikerema, le chef du Front pour la Liberation du Zimbabwe (FROLIZI) étaient soumis à une arrestation basée sur des accusations de subversion en cas de retour en Rhodésie.
Au bout de neuf heures d'entretien, cette conférence entre Smith, Abel Muzorewa, Joshua Nkomo, le révérend Ndabaningi Sitholé et Robert Mugabe se solde par un échec. Comme le dit le chef de la CIA en Afrique Robert Jaster, de sérieuses dissensions parmi les nationalistes africains (en particulier entre Nkomo et Mugabe) ont permis à Smith de résister à toute concession. L'Afrique du Sud ne pouvait pas non plus exercer de fortes pressions sur lui, car les nationalistes n'offraient aucune raison crédible de supposer qu'ils pouvaient fournir une stabilité et alternative ordonnée au régime Smith. » Peu de temps après, le président de la Tanzanie Julius Nyerere a persuadé les autres présidents de la ligne de front qu'un changement pacifique en Rhodésie n'était plus réalisable et que la stratégie d'intensification de la guérilla devait être poursuivie.
En 1976, inquiet de l'évolution politique du Mozambique et de l'Angola, deux anciennes colonies portugaises récemment indépendantes et dirigées par des gouvernements marxistes favorables aux mouvements de guérilla, John Vorster entreprit de calmer la situation en Rhodésie, quitte à laisser s'y installer un gouvernement noir modéré (mais pas un gouvernement marxiste). Il a l'appui des Britanniques mais surtout celui des Américains. En effet, Henry Kissinger, le secrétaire d’État américain, partisan de la détente avec les régimes « blancs » d’Afrique et de l'adoucissement des relations avec l’Afrique du Sud, a entrepris de mettre en place une « diplomatie globale » à l’avantage du gouvernement de Pretoria. En échange de pressions de Vorster sur Ian Smith, afin d’obtenir l’application du principe de majorité en Rhodésie du Sud, le gouvernement américain s’abstiendrait de pressions directes sur les questions concernant l’avenir du Sud-Ouest africain, (ou le gouvernement sud-africain a initié la conférence de la Turnhalle) et sur la pérennité de l’apartheid. Le 26 août 1976, le gouvernement sud-africain annonça le retrait de Rhodésie de tous ses hélicoptères militaires.
Le 18 septembre 1976 au cours d'un match de rugby à l'Ellis Park Stadium de Johannesburg entre l'Afrique du Sud et la Nouvelle-Zélande, John Vorster réussit à convaincre Ian Smith d'assouplir sa position et d'accepter de rencontrer le secrétaire d’État américain Henry Kissinger qui avait indiqué qu'il accepterait de rencontrer Ian Smith seulement à la condition que celui-ci accepte au préalable l'arrivée au pouvoir de la majorité noire en Rhodésie. Le lendemain le 19 septembre, à Pretoria, Kissinger proposa à Smith un transfert de pouvoir à la majorité noire après une période transitoire de deux ans. Smith était très réticent mais il accepta l'accord le 24 septembre après que Vorster lui ait indiqué que l'Afrique du Sud mettrait fin à son soutien financier et militaire s'il refusait. Il s'agissait de la première fois que Smith acceptait publiquement les principes de pouvoir inconditionnel de la majorité et du « un homme, une voix ». Mais les obstacles au plan Kissinger s’amoncellent vite, relatifs notamment au processus de transition (organisation du cessez-le-feu, désarmement des forces armées, surveillance des élections, coordination interne entre les mouvements de guérilla, etc.). Et surtout les pays voisins de la Rhodésie changèrent subitement de position et rejetèrent les termes de Kissinger en déclarant qu'une période de transition était inacceptable.
Le Royaume-Uni organisa alors rapidement une conférence à Genève en Suisse pour essayer de sauver l'accord. Le gouvernement britannique confia l'organisation de cette conférence à Ivor Richard, ambassadeur de Grande-Bretagne aux Nations unies, les délégations représentées à cette conférence de Genève furent celle du gouvernement rhodésien dirigé par Ian Smith. celle de l'UANC, conduite par Muzorewa, celle de la Zimbabwe African National Union – Ndonga), (l'aile modérée de la ZANU) du révérend Ndabaningi Sitholé, et celle de James Chikerema, le chef du Front pour la Liberation du Zimbabwe. Quant à Mugabe, le chef de la ZANU et Nkomo, le chef de la ZAPU, ils annoncèrent qu'ils assisteraient conjointement à ce sommet et aux suivants sous le nom de « Front patriotique » (PF). La conférence de Genève (en) organisée pendant 6 semaines du 28 octobre au 14 décembre 1976, fut à nouveau un échec.
En Afrique du Sud même, les pressions de Vorster sur Ian Smith pour que ce dernier accepte le principe d'un transfert du pouvoir à la majorité noire en Rhodésie provoque la colère et les réactions virulentes de l’extrême droite afrikaner, le 25 septembre 1976, environ 80 membres du Parti national reconstitué, sous l'impulsion de l'un de leurs chefs Jaap Marais, organisent en soutien à Smith une marche de protestation jusqu’à la résidence de Vorster alors appelée Libertas à Pretoria, ils accusaient Vorster d'avoir bradé les négociations sur la Rhodésie (Marais et un certain nombre de ses partisans furent arrêtés par des policiers armés avec des chiens. Marais aurait aussi accusé Vorster d’être un traitre aux Rhodésiens blancs.
En mai 1977, la rencontre entre John Vorster et le nouveau vice-président américain Walter Mondale au palais Hofburg de Vienne en Autriche aboutit à une impasse. La solution interne rhodésienne soutenue par les Sud-africains basée sur un gouvernement multiracial visé par les accords de Salisbury du 3 mars 1978, signés entre Smith et trois dirigeants noirs rhodésiens modérés, Abel Muzorewa, le révérend Ndabaningi Sitholé et le chef Jeremiah Chirau, (des accords annoncés dès le 15 février 1978) ne reçoit pas ainsi l'aval de la nouvelle administration américaine. Deux ans plus tard, à la suite des accords de Lancaster House, un nouveau processus sous patronage britannique aboutit à l'indépendance du Zimbabwe (ex-Rhodésie) qui sera gouverné par Robert Mugabe, le chef marxiste de la ZANU et sur un régime de parti unique à partir de fin 1987.

### L'invasion de l'Angola par les troupes sud-africaines (août-décembre 1975)
En 1975, soutenu par le gouvernement américain de Gerald Ford, John Vorster, avec le soutien de Hendrik van der Bergh, chef des services de renseignements sud-africains, envisagea une implication minimum et circonstanciée des forces armées sud-africaines pour installer un gouvernement pro-occidental en Angola, une ancienne colonie portugaise alors gouvernée par les marxistes du Mouvement populaire de libération de l'Angola.
Mais Pieter Willem Botha et son chef des armées, Magnus Malan, convaincus de l'existence d'un plan global soviétique dont le but est la prise de pouvoir en Afrique du Sud, se firent alors les avocats d'un plan plus radical, une invasion du pays par les troupes sud-africaines pour chasser le MPLA de Luanda.
Finalement, c'est la première option qui est approuvée et en août 1975, les troupes sud-africaines envahirent le sud de l'Angola et poussèrent jusqu'à Luanda. En décembre, le Congrès américain fit retirer son aide financière aux mouvements et aux troupes hostiles au MPLA, alors que l'armée sud-africaine était aux portes de la capitale angolaise.
Furieux et humiliés, les sud-africains apparurent alors comme les seuls coupables de l'invasion et furent obligés de se retirer du pays. Ils apporteront, dorénavant, une aide logistique au mouvement rebelle de l'UNITA de Jonas Savimbi afin, notamment de protéger la frontière nord de leur colonie du Sud-Ouest africain contre les infiltrations de l'organisation indépendantiste SWAPO.

### La répression des émeutes de Soweto (1976-1977)
En 1976, l'imposition par le vice-ministre de l’administration et de l'éducation bantoue, Andries Treurnicht membre de l'aile dure du Parti national, de l'enseignement obligatoire en afrikaans pour les écoliers noirs, provoque un soulèvement de ces derniers dans les townships. Une marche de protestation est organisée dans le district noir de Soweto près de Johannesburg le 16 juin 1976. Environ 20 000 étudiants se présentent et, malgré des appels au calme des organisateurs, affrontent les forces de l'ordre. La répression des forces de sécurité sud-africaines et de la police de Jimmy Kruger est très féroce et fera près de 1500 victimes. La plupart des autres pays, à l'exception du Royaume-Uni et des États-Unis qui craignaient le basculement du pays dans le camp de l'Union soviétique, condamnent la répression et imposent une limitation du commerce ou même des sanctions. Les images et les témoignages sur le massacre de Soweto feront le tour du monde, alors que l'Umkhoto We Sizwe reçoit l'apport de nouvelles recrues en provenance des townships.
À partir de 1977, l'organisation est de nouveau capable de commettre des attentats plus ou moins ciblés, voire parfois meurtriers sur le sol sud-africain, visant en priorité les postes de police des townships et les noirs accusés de collaborer avec le régime blanc. En 1977, un des chefs très populaire de la « Conscience noire », Steve Biko, est enlevé et assassiné par les forces de sécurité. C'est le journaliste et éditeur Donald Woods qui alertera l'opinion publique mondiale sur les conditions de la disparition de Biko. Un embargo sur les ventes d'armes à la RSA est alors voté au conseil de sécurité des Nations unies alors que le pays est engagé militairement en Angola contre le gouvernement marxiste en place en soutenant directement ou indirectement le mouvement rebelle de l'UNITA. Cet échec diplomatique pour Vorster s'accompagne d'un scandale financier impliquant son ministre de l'Intérieur et de l'information Connie Mulder. Pourtant lors des élections du 30 novembre 1977, le Parti obtient le meilleur score de son histoire (64,8 % des suffrages) laissant en miettes l'opposition parlementaire, désormais, principalement représentée par le Parti progressiste fédéral (16 %). Issu de la fusion du parti progressiste réformiste et de dissidents du parti uni, le parti progressiste fédéral a remporté son pari en devenant le principal parti de l'opposition parlementaire, alors que le parti uni, désormais parti de la nouvelle république s'effondre à une dizaine de sièges (contre 41 élus en 1974).
John Vorster ne tarde pas, cependant, à être rattrapé par le scandale de l'information et doit céder, , sous la pression, son fauteuil de Premier ministre. En compensation, il obtient d'être élu président de la République, fonction symbolique, de laquelle il est contraint de démissionner, officiellement pour raisons de santé, un an plus tard.

## PW Botha ou le franchissement avorté du rubicon (1978-1989)

### La réforme constitutionnelle instituant un parlement tricaméral (1978-1984)

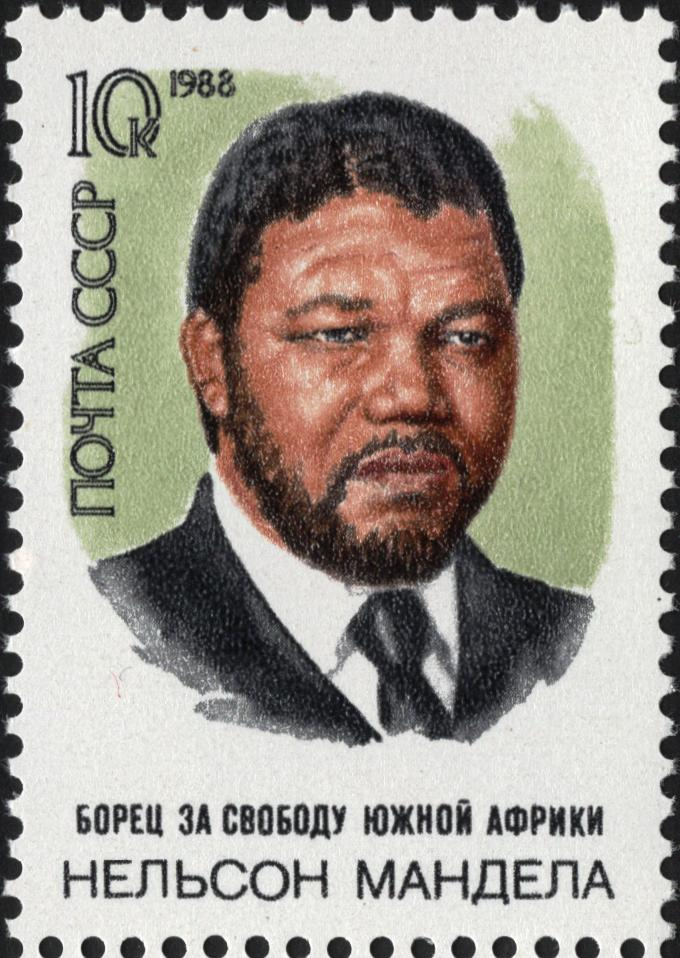
Nelson Mandela, condamné le 12 juin 1964 à la prison à vie pour des actions armées, passe 18 ans au pénitencier de Robben Island avant d'être transféré en 1982 à la prison de Pollsmoor puis à celle de Victor Verster dans la péninsule du Cap. Érigé en icône emblématique de l'opposition internationale à l'apartheid, il sera libéré en février 1990.

À la suite de la démission de John Vorster, des élections internes au sein du Parti national ont lieu pour désigner son successeur au poste de président du Parti et à celui de Premier ministre d'Afrique du Sud. Trois candidats sont en lice, Pik Botha, ministre des Affaires étrangères, représentant de l'aile libérale du Parti et deux conservateurs Pieter Botha, ministre de la défense, et président du Parti national dans la province du Cap et Connie Mulder, président du Parti national dans le Transvaal et ministre des Relations plurales et du Développement. Au premier tour du scrutin, Pik Botha est éliminé. Au deuxième tour du scrutin c'est Pieter Botha, homme du sérail nationaliste mais réputé pragmatique et réformiste qui l'emporte contre Connie Mulder par 78 voix contre 72.
Le gouvernement dirigé par Pieter Botha forme alors un subtil équilibre entre conservateurs (les crispés ou verkramptes en afrikaans) et les libéraux (éclairés ou verligtes en afrikaans). Si Botha confie le ministère de la Défense à un proche, le général Magnus Malan, il maintient au ministère des affaires étrangères Pik Botha et nomme au ministère de l'énergie, Frederik de Klerk, un conservateur du Transvaal, fils de l'ancien ministre Jan de Klerk.
Si Botha fait figure à l’origine de partisan intransigeant de l'apartheid, ses fonctions à la tête de l'État l'amènent à trancher en faveur du camp des « verligtes ». Ses discours tels que "Adapt or die" annoncent des changements dans la politique raciale du gouvernement. En 1979, son ministre de l'emploi Fanie Botha procède à l'abandon de la loi d'apartheid réservant les emplois dans les mines aux blancs et autorise la formation de syndicats noirs dans le domaine minier.
Du côté de l'opposition, le Parti progressiste fédéral adopte un programme radical. En plus de proposer d'instituer un État fédéral permettant de partager le pouvoir entre Blancs et Noirs, le Parti abandonne l'idée de proposer une franchise électorale basée sur les revenus et l'instruction pour promouvoir le suffrage universel dans le cadre d'un scrutin à la représentation proportionnelle et d'un régime constitutionnel accordant un droit de veto aux minorités. Pour s’accommoder les dirigeants noirs les plus contestataires ou les plus sceptiques à l'utilité de cette opposition parlementaire, le Parti abandonne toute référence dans ses principes à la civilisation occidentale, au statut de Westminster et à la notion de libre entreprise et promeut le principe d'un État neutre, redistributeur de richesses.
Le 8 mai 1980, Botha mandate une commission parlementaire dirigée par son ministre de la justice, Alwyn Schlebusch, afin d'examiner les réformes constitutionnelles proposées par la commission Theron. Cette commission mandatée par John Vorster, en 1973, constata que le système parlementaire de Westminster était obsolète et inadapté pour une société multiculturelle et plurielle comme la société sud-africaine, qu'il renforçait les conflits politiques et la domination culturelle d'un groupe sur les autres formant ainsi un obstacle à la bonne gouvernance du pays. Mais la commission ne remet pas, cependant, en question le principe des lois d'apartheid.
Soutenus par les éléments de l'aile libérale du Parti national, Botha et son ministre de la réforme constitutionnelle, Chris Heunis, entreprennent alors une vaste réforme visant à présidentialiser le régime et surtout à octroyer un droit de vote et une représentation séparée pour les Métis et les Indiens, en instaurant un parlement tricaméral. Mais rien n’est prévu pour les Noirs, pourtant majoritaires. Bien que cette réforme soit limitée et soit qualifiée de bancale par les libéraux, et que le principe de la domination blanche ne soit pas remis en question, les conservateurs se crispent. Aux élections de juin 1981, le HNP obtient 13 % des voix, révélant la méfiance des ruraux afrikaners vis-à-vis du gouvernement PW Botha, alors que le Parti national, avec 53 % des voix, perd, corrélativement, 11 points par rapport aux élections de 1977.
À l'annonce des propositions sur les nouvelles institutions, les conservateurs du NP, menés par Andries Treurnicht, tentent de censurer le gouvernement. Botha impose, cependant, sa réforme à la majorité des parlementaires du NP, provoquant une cassure idéologique entre Afrikaners du Transvaal et de l'Orange avec ceux du Cap et du Natal. Au Transvaal, Frédérik De Klerk et Pik Botha évincent Treurnicht, le président du NP transvaalien, en ralliant la majorité des élus, lequel et un autre ministre du gouvernement, Ferdinand Hartzenberg, ne tardent pas à tirer les conséquences de leur échec et à quitter le Parti national avec une dizaine de parlementaires pour fonder, le 20 mars 1982, le Parti conservateur (Conservative Party - CP),. Lors de son congrès fondateur, celui-ci reçoit le soutien de la vieille garde du Parti national en rupture de ban comme les anciens ministres Jimmy Kruger, Connie Mulder, chef du groupusculaire Parti national-conservateur, de l'ancien président John Vorster, ou de Betsie Verwoerd (la veuve d'Hendrik Verwoerd). Le CP échoue, cependant, à rallier le HNP, resté fidèle à son héritage verwoerdien hostile à l'intégration des anglophones et au démembrement même de l'Afrique du Sud pour y créer un réduit blanc (le Volkstaat).

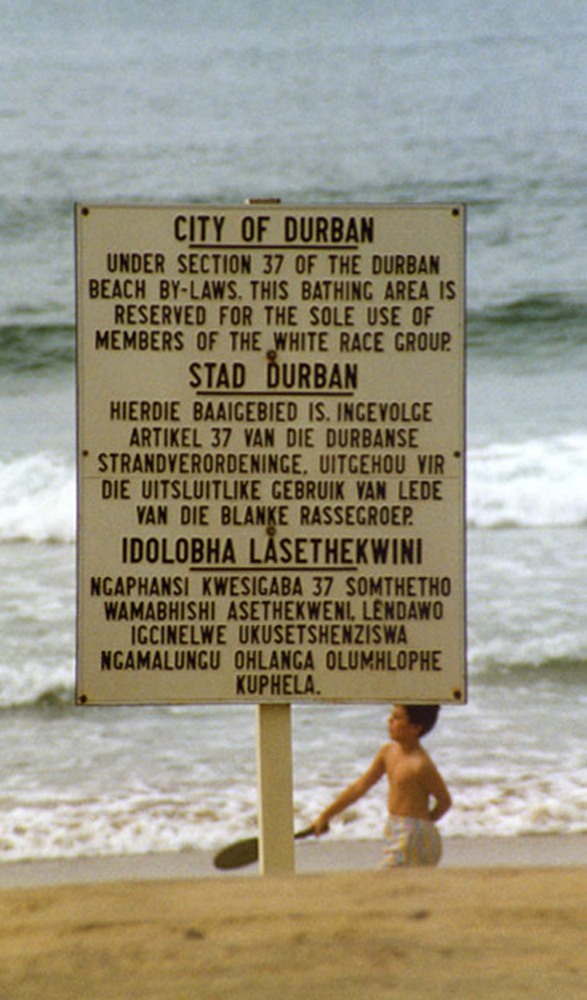
Panneau whites only sur la Plage de Durban en 1989

Botha poursuit, néanmoins, ses réformes. En 1983, du fait que les 4 universités publiques réservées aux Noirs, Métis et Indiens (Fort Hare, Turfloop, Durban Westville et Western Cape) ne peuvent plus absorber la demande croissante, les universités blanches obtiennent la latitude d'inscrire des étudiants noirs à leurs cours. En 5 ans, l'université du Witwatersrand affiche ainsi 1/3 d'étudiants noirs, tandis que celle de Stellenbosch (le Heidelberg des Afrikaners) en compte pour un plus de 2 %.
En novembre 1983, Pieter Botha fait adopter sa réforme constitutionnelle par référendum. Avec 76 % de participation, les Blancs approuvent à 65 % la nouvelle constitution instituant un système présidentiel et parlementaire tricaméral. Le poste de Premier ministre est supprimé et Botha prend la fonction de président de la République (State Président). Il s'agit moins, pour les blancs, d'accorder le droit de vote aux minorités de couleurs que de maintenir l’exclusion des Noirs de toute représentation parlementaire.
Si, contre toute attente P.W. Botha s'est révélé, d'abord, être un leader plus habile et rationnel qu'attendu lors de ses premières années de pouvoir au point d'obtenir les bonnes grâces de Javier Pérez de Cuéllar, secrétaire général de l'ONU, n'hésitant pas à le mettre sur le même plan que le dirigeant chinois Deng Xiaoping, sa réforme constitutionnelle inaboutie handicape sa capacité à se faire entendre et comprendre de ses opposants et de la communauté internationale. Ses performances sont nettement plus erratiques dans la seconde moitié de son mandat, notamment après son accident vasculaire cérébral en 1985. Symbolique de ces errances, est le désastreux discours sur le franchissement du Rubicon, donné en août 1985 à Durban, où PW. Botha, au lieu d'initier de nouvelles ouvertures qui étaient attendues, se projette comme le leader absolu d'une minorité blanche déterminée à se battre jusqu'au bout pour sa survie. Le discours déclenche un exode massif de capitaux et l'intensification des sanctions contre l'Afrique du Sud.

### La résurrection politique de l'ANC et l'intensification de la lutte dans les townships (1980-1990)
Depuis 1980, le congrès national africain connaît une nouvelle popularité dans la jeunesse des townships. Si, l'ANC n'a pas organisé la révolte de Soweto et a vécu péniblement son impuissance dans les années 1970, la nouvelle décennie s'ouvre sous des augures bien meilleurs, à la suite du démarrage d'une campagne de presse non concertée, du Post de Soweto et du Sunday Express de Johannesburg, l'un en faveur de la libération de Nelson Mandela et l'autre pour connaître sa notoriété parmi les Sud-Africains. Des comités (Free Mandela Comittee) demandant sa libération sont créés dans tout le pays, mais l'initiative du Post passe relativement inaperçue parmi les Blancs. Or, c'est autour de cet homme érigé en symbole et demi-dieu dans les ghettos noirs que s'organise la résurrection politique de l'ANC face, notamment à la conscience noire. Grâce à la mobilisation autour de Mandela et à sa capacité d’organisation relativement absente chez ses rivaux, l'ANC se réimpose, en quelques années, comme la première force anti-apartheid de libération et la seule à disposer d'une capacité militaire, hormis le Congrès panafricain d'Azanie. Ce dernier est d'ailleurs en pleine déconfiture interne depuis la mort de son fondateur Robert Sobukwe en 1978.
Après le succès d'opérations symboliques comme l'attentat contre la centrale nucléaire de Koeberg, Umkhonto we Sizwe commet, le 20 mai 1983, l'attentat à la bombe le plus meurtrier de son histoire à Pretoria (19 personnes tués, 217 blessés),. Si le gouvernement dénonce le terrorisme ou l'assaut communiste, ce type d'action a un impact visible important sur la population noire qui lui apporte de plus en plus son soutien. En accentuant la pression, l'ANC veut, également, réduire le sentiment de sécurité de la population blanche.
En août 1983, les divers mouvements opposés à l'apartheid, des différentes communautés sud-africaines, s'allient, pour leur part, au sein de l'United Democratic, Front (UDF) pour coordonner la résistance au régime. La création de cette UDF confirme l’influence grandissante du courant non racial face au panafricanisme. Son programme politique est celui de la charte de la liberté de 1955, ce qui lui donne rapidement l'allure de branche interne de l'ANC en Afrique du Sud. La première réunion de l'UDF rassemble près de 12 000 personnes à Mitchell's Plain ce qui constitue le plus grand rassemblement contre l'apartheid depuis les années 1950. Le rassemblement est multiracial avec la présence de Archie Gumede, d'Helen Joseph, de Allan Boesak,et d un pasteur métis de l'église réformée hollandaise, par ailleurs, président de l'Alliance mondiale des églises réformées et ancien adepte de la théologie noire de la libération, rallié au courant non racial. La croissance de l'UDF est très rapide et touche toutes les communautés sud-africaines, y compris chez les Blancs, une première depuis l'échec du Parti libéral. La première cible de l'UDF vise alors à organiser avec succès le boycott des élections aux chambres indiennes et métisses du nouveau parlement à trois chambre. De son côté, les héritiers de Steve Biko et de la Conscience noire, tentent de revenir sur le devant de la scène via l'Organisation du peuple d'Azanie (AZAPO) ou le Comité du forum national, un mouvement créé pour concurrencer l'UDF et porter un message radical, anti-capitaliste et socialiste inspiré de l'Ujamaa du tanzanien Julius Nyerere, formalisé dans le manifeste du peuple azanien ; un projet politique qui se veut alternatif à la charte de la liberté. Concrètement, la rivalité entre l'UDF et les partisans de la Conscience noire, s'exprime violemment sur le terrain sans que les tentatives de médiation de l'archevêque du Cap, Desmond Tutu, ne parviennent à y mettre un terme. Enfin, une troisième organisation politique émerge, dirigée par Mangosuthu Buthelezi, un ancien membre de la ligue de jeunesse de l'ANC, favorable à un partage régional du pouvoir avec les Blancs à l'échelle de la province du Natal qu'il voudrait voir associer avec le KwaZulu qu'il dirige, dans un Kwa-Natal comprenant une assemblée élue au suffrage universel avec des garanties accordées aux minorités. Son projet est soutenu par les milieux d'affaires et politiques du Natal qui sont majoritairement anglophones, par les intellectuels libéraux et par certains secteurs du pouvoir. Buthelezi et son organisation, l'Inkatha Freedom Party à dominante essentiellement zouloue, rêvent d'être une alternative à l'ANC qui pour sa part rejette ses propositions et s'oppose à toute formule fédérale ou confédérale pour l'Afrique du Sud.

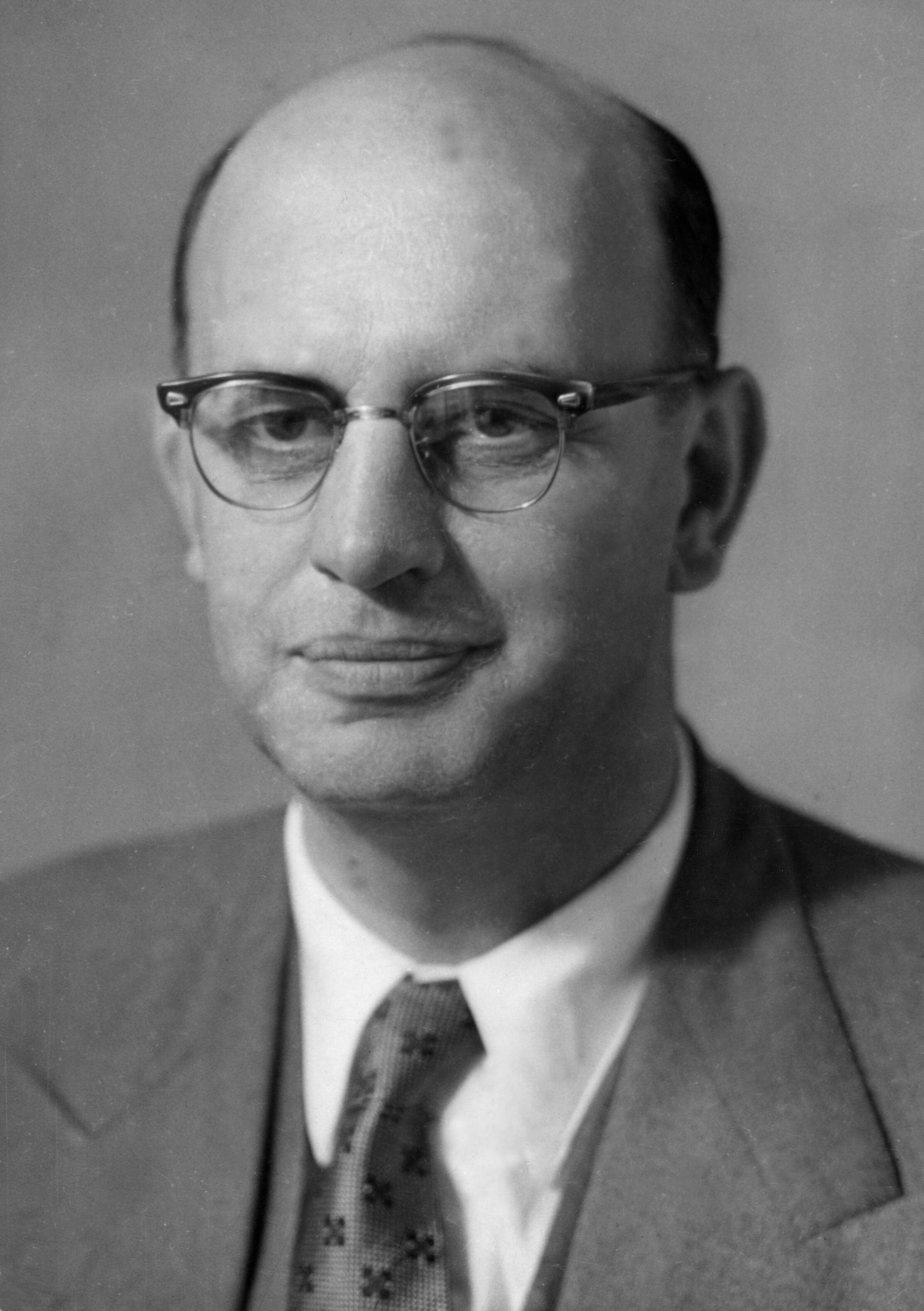
Avec le discours sur le Rubicon en 1985, Pieter Botha se projette comme le leader absolu d'une minorité blanche retranchée derrière son laager et déterminée à se battre jusqu'au bout pour sa survie. Il prend ainsi, la posture du Bittereinder (le jusqu'au-boutiste boer) aux yeux des siens.

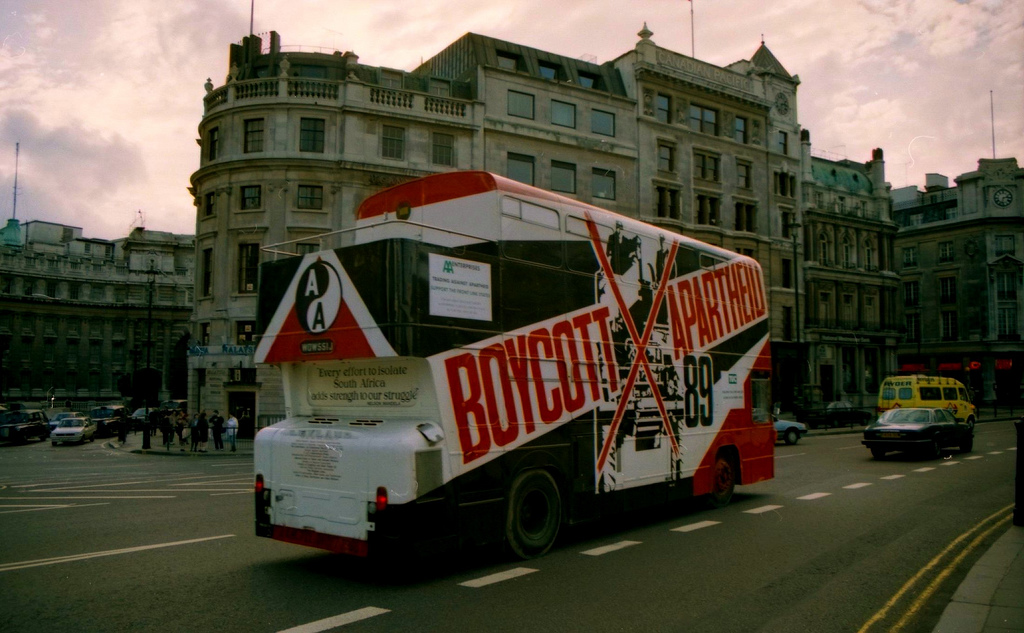
Manifestation internationale de la protestation contre l'apartheid sur un bus de Londres en 1989

À partir du mois de septembre 1984, une vague de violence éclate dans les townships que l'ANC appelle à rendre ingouvernables pour les autorités et à les transformer en zones libérées. Les premières cibles de ces violences sont, d'ailleurs, tous ceux considérés comme collaborateurs (les maires et conseillers municipaux des townships, les policiers noirs ou ceux connus comme étant des informateurs de la police) qui sont traités souvent par le supplice du pneu. L'armée sud-africaine est envoyée dans les townships, alors que s'organise une campagne de boycott des paiements des loyers. La répression alimente alors la révolte au lieu de la freiner et soude les communautés, les jeunes des townships étant, pour leur part, convaincus d'être dans la phase finale de leur lutte,. Face à cette répression, les alliés naturels de l'Afrique du Sud comme les États-Unis se désolidarisent sous la pression de l'opinion publique et des mouvements noirs américains. 

En 1985, la police tue 21 personnes lors d'une manifestation commémorative du massacre de Sharpeville. Durant l'année, 35 000 soldats sont déployés pour rétablir l'ordre dans les townships. Près de 25 000 personnes sont arrêtées, dont 2 000 de moins de 16 ans, et 879 personnes sont tuées dont les 2/3 par la police. De leur côté, les principaux syndicats noirs s'unissent dans la COSATU, tandis qu'Umkhoto we sizwe lance une campagne de terreur, dans les zones rurales du Transvaal, contre les fermiers blancs. En décembre 1985, une mine anti-personnelle déposée par l'aile militaire de l'ANC tue la famille d'un touriste afrikaner dans le nord du pays puis, le 23 décembre, un jeune activiste fait exploser une bombe dans un centre commercial d'Amanzimtoti (5 morts, 40 blessés).

### Le tournant des sanctions économiques internationales (1984-1987)
Les années 1985-1986 marquent un tournant du point de vue des sanctions économiques internationales, qui n'avaient pas été réellement suivies d'effets jusque-là, avec la mise en place d'un embargo économique et financier de plus en plus contraignant sous la pression de divers groupes internationaux anti-apartheid. Les premières sanctions avaient été posées en 1962 par les Nations unies sans être contraignantes. Avant 1984, seul un embargo sur les ventes de pétrole par les membres de l'OPEP et un embargo sur les ventes d'armes, proclamé par les Nations unies, avaient eu un minimum d'effets. À partir de 1984, alors que la situation intérieure se dégrade, quelques pays proclament et appliquent un embargo total sur le commerce avec l'Afrique du Sud (Suède, Danemark et Norvège) sans être suivi par ses partenaires commerciaux traditionnels,. 

En 1985, le pays est connu pour être extrêmement riche en ressources de base, par l'abondance et la variété de ses minerais et par ses exploitations agricoles modernes. Les activités du secteur industriel représentent 22 % du PNB et dépassent les valeurs minières (15 %). L'extraction des minerais est le monopole de puissants conglomérats internationaux ou sud-africains telle la De Beers pour le diamant. La présence de minerais rares (65 % des réserves mondiales de chrome, 25 % du marché mondial de manganèse) recherchés pour les industries de défense ou scientifiques et pour la production énergétique, font alors de l'Afrique du Sud un pays indispensable à maintenir dans la zone d'influence des pays occidentaux.
Le pays est aussi, également, le premier pays extracteur d'or, de platine et l'un des premiers pour l'argent. Il possède de larges gisements de vanadium, de fluorine, de fer, d'uranium, de zinc, d'antimoine, de cuivre, de charbon, et de tungstène. Le charbon fournit alors pour sa part, plus de 93 % de l'énergie électrique, l'une des moins chères au monde en raison des faibles couts de son extraction. Le secteur des industries de transformations, qui fournit 75 % de la production et de l'emploi en 1988, est de loin le plus solide et le mieux organisé du continent africain, parvenant, sur de nombreux aspects, au niveau des pays européens. Dépourvue d'hydrocarbures, l'Afrique du Sud a, d'ailleurs, perfectionné le procédé de liquéfaction de la houille (procédé Sasol) et a opté pour l'électricité nucléaire (centrale de Koeberg). Enfin, avec 11,2 % de surface cultivables, l'Afrique du Sud présente un visage contrasté où coexistent des exploitations modernes appartenant à des Blancs et établies sur les meilleures terres du pays et des exploitations sous-développées appartenant à des agriculteurs noirs et situées dans des bantoustans surpeuplés,.
Cependant, la caractéristique de l'expansion économique de l'Afrique du Sud est qu'elle repose sur une structure de production adaptée pour l'exploitation des ressources naturelles, mais aussi sur une main d'œuvre disponible et à très bas coût. La politique d'apartheid en matière économique entretient de fortes tensions sociales et maintient un développement réduit du marché intérieur, inhabituel pour un pays industriel moderne. La moitié de la population noire, majoritaire dans le pays, subvient ainsi à ses besoins via l'économie parallèle. L'économie sud-africaine est, par ailleurs, aussi très dépendante de la technologie et des capitaux étrangers. Si, durant les années 1960, l'économie sud-africaine avait été parmi les plus performantes au monde, du point de vue des taux de profit, elle subit de graves crises périodiques, notamment après les émeutes de Soweto de 1976. Cette dégradation économique ne manque pas d'avoir un impact sur les pays voisins de l'Afrique australe, eux aussi très dépendants de l'Afrique du Sud et qui absorbent 10 % de ses exportations. À partir de 1975, l'Afrique du Sud enregistre ainsi, une croissance économique relativement faible (2 % en moyenne), alors que la croissance démographique globale dépasse 2,5 % par an (dont 3 % pour les Noirs contre 0,8 % pour les Blancs). En termes de revenu par habitant, l'Afrique du Sud se place au troisième rang en Afrique avec près de 2 500 dollars, mais le revenu d'un Noir représente le quart de celui d'un Blanc et le tiers de celui d'un Asiatique. Si le gouvernement a, pendant longtemps, réussi à maintenir des échanges internationaux très intenses avec ses partenaires commerciaux, l'application de sanctions économiques internationales, surtout à partir de 1986,a entraîné une diminution des investissements étrangers, un exode des capitaux, une baisse de la croissance économique (0,7 %) et une augmentation du chômage.
En 1985, la dette extérieure atteint alors 24 milliards de $, tandis que le rand perd la moitié de sa valeur. L'exode des capitaux s'accélère, non seulement, à cause des campagnes anti-apartheid, mais aussi, en raison de la baisse de rentabilité des firmes étrangères implantées en Afrique du Sud. Ainsi, le secteur minier, qui représente 70 % des exportations, stagne et le secteur industriel, le plus vaste du continent, décline faisant perdre à l'Afrique du Sud son statut de pays nouvellement industrialisé.
L'année 1986 est marquée par la poursuite de la répression, avec des milliers d'arrestations et des centaines de morts et avec son cortège de bavures policières et de meurtres menés par de mystérieux « escadrons de la mort à la sud-américaine » touchant à la fois des universitaires blancs de gauche ou des personnalités noires impliquées dans des organisations civiles anti-apartheid. Au début de l'année, plus de 54 townships du pays sont ainsi, en guerre ouverte contre le gouvernement et sa politique d'apartheid. Deux millions d'étudiants sont en grève et plus de 2 millions de salariés font grève au début du mois de mai. Une médiation est tentée par les pays du Commonwealth pour amorcer des pourparlers entre l'État et l'ANC : ils proposent qu'en échange de la libération de Nelson Mandela et de ses compagnons, l'ANC renonce à la lutte armée et accepte de négocier une nouvelle constitution sur le modèle des accords de Lancaster House pour la Rhodésie du Sud. Parallèlement, des représentants des plus grandes entreprises sud-africaines rencontrent des membres de l'ANC à Lusaka en Zambie. Le 12 juin 1986, après avoir imposé graduellement des mesures d'urgence dans plusieurs districts administratifs, Botha proclame l'état d'urgence dans les townships. Après avoir appelé à rendre les townships ingouvernables, l'objectif des militants anti-apartheid des townships est, dorénavant, de créer des contre-pouvoirs à travers la mise en place de comités de rues et de quartiers. Si la police sud-africaine (SAP) et les forces armées sud-africaines (SADF) disposaient d'un arsenal déjà assez important pour contourner les tribunaux, détenir des gens sans procès, interdire des organisations ou suspendre des publications, l'état d'urgence place les forces de sécurité à l'abri de toute poursuite juridique, alors que le nombre de tués dans les townships augmente.
Devant cette accélération de la répression policière face aux mouvements anti-apartheid, seuls les États-Unis, premier partenaire commercial de l'Afrique du Sud en 1985, adoptent une position dure en adoptant le comprehensive anti-apartheid act de 1986 (arrêt de nouveaux investissements, embargo sur plusieurs produits comme le charbon et l'acier, arrêt des liaisons aériennes), et ce, malgré le veto du président Ronald Reagan. En 1987, seulement 8 % des exportations sud-africaines ont, cependant, été affectées, alors que l'or et les métaux dits stratégiques n'ont été frappés d'aucun embargo. Si les exportations sud-africaines vers les États-Unis ont chuté de 44,4 %, cela résulte surtout de l'embargo sur le charbon et sur l'uranium. Le Japon remplace alors les États-Unis comme premier partenaire commercial de l'Afrique du Sud, en devenant le principal importateur de produits sud-africains, suivi par l'Allemagne et l'Angleterre. Si finalement, entre 1981 et 1988, 40 % des multinationales opérant en Afrique du Sud quittent le pays (soit 445 firmes), nombreuses, sont celles qui ont maintenu des liens financiers et technologiques avec leurs ex-filiales sud-africaines. Ainsi, 53 % des groupes américains ayant désinvesti d'Afrique du Sud ont, néanmoins, assuré la persistance d'un certain nombre d'accords de licence, de fabrication, d'accords de franchise ou d'échanges technologiques (IBM ou Ford par exemple).

### Bilan des années 1980: Un pouvoir affaibli qui se maintient et un courant non racial en pleine ascension
P.W. Botha entreprend encore de nouvelles réformes à la portée plus ou moins limitée. Après avoir levé l'interdiction des mariages mixtes et des rapports sexuels entre personnes de couleurs différentes, il abolit certaines lois emblématiques de l'apartheid comme la loi sur le « passeport intérieur et reconnait l'obsolescence du système ainsi que la pérennité de la présence des Noirs dans les frontières de la RSA blanche. L'abolition des mesures vexatoires du « petty apartheid » (la suppression des bancs ou des bus réservés aux Blancs) provoque de vives réactions dans les milieux conservateurs. Aux élections du 6 mai 1987, avec 26 % des suffrages, le Parti conservateur gagne le statut d'opposition officielle au détriment des progressistes en fort recul. Aux municipales de 1988, le CP s'empare de 60 des 110 municipalités du Transvaal et d'une municipalité sur quatre dans l'État libre d'Orange. Le NP conserve de justesse Pretoria. Botha se retrouve alors gêné sur sa droite et doit ralentir sur les réformes. Il veut éviter une fracture irrémédiable entre Afrikaners.
En 1988, la COSATU est interdite, ainsi que 18 autres organisations politiques.
Alors qu'elle est engagée dans la lutte contre les forces cubaines depuis l'indépendance de l'Angola en 1975, un retrait réciproque est négocié sous l'égide des Nations unies au cours de l'année 1988. Les forces cubaines acceptent de se retirer d'Angola. En contrepartie le gouvernement sud-africain accepte de retirer son soutien militaire et financier au mouvement rebelle UNITA et d'engager le processus politique devant aboutir rapidement à l'indépendance de la Namibie (21 mars 1990) qu'elle considérait jusque-là comme sa cinquième province.
Les années 1980 s'achèvent sur une Afrique du Sud où le pouvoir, certes affaibli a tenu face aux pressions intérieures et extérieures; mais où le courant non racial de l'ANC s'est, pour sa part, imposé sur la scène politique noire

## Réformes et abolition des dernières lois d'apartheid (1989-1991)
En janvier 1989, victime d'une congestion cérébrale, le président Pieter Botha se retirait pendant un mois. À son retour, il renonçait à la présidence du Parti national (NP), mais déclarait vouloir se maintenir jusqu'aux élections générales de 1990.
À la tête du NP lui succède le président du Parti dans le Transvaal, Frederik de Klerk, soutenu par l'aile droite du Parti.
Bien que catalogué comme conservateur, De Klerk voulait changer l'image du Parti et du pays. Proche des milieux économiques, il savait que les sanctions internationales étaient de moins en moins supportables pour le pays. Il avait pris conscience que le poids démographique des Noirs était trop important et que les Blancs étaient devenus trop minoritaires (13 %) pour pouvoir le diriger efficacement. Il avait compris enfin, que l'apartheid avait atteint ses limites et avait échoué à empêcher les Noirs de devenir partout majoritaires en RSA blanche, à l'exception du Cap-Occidental, où les Métis demeuraient les plus nombreux et à Pretoria où les Afrikaners dominaient encore significativement.
Durant l'été 1989, Botha est contraint de démissionner par les membres de son cabinet qui voulaient placer De Klerk, le plus rapidement possible, à la présidence pour sortir d'une situation bloquée et impulser un nouveau souffle au pays.
Dès sa nomination à la présidence de la république, De Klerk s'entoure d'une équipe favorable à des réformes fondamentales. S'il maintenait quelques piliers de l'apartheid comme Magnus Malan à la défense et Adriaan Vlok à la sécurité intérieure, c'était pour donner des gages à l'électorat conservateur. Il maintenait l'inamovible Pik Botha aux affaires étrangères pour rassurer les libéraux ainsi que le pragmatique Kobie Coetsee à la justice et Barend du Plessis aux finances. La nouveauté consiste, surtout, en la montée en puissance au sein du gouvernement et du Parti de nationalistes réformistes comme Leon Wessels, Dawie de Villiers ou Roelf Meyer.
Les élections générales anticipées de septembre 1989 se révélaient mauvaises pour le NP qui perdait une trentaine de sièges au profit du parti conservateur - CP (39 sièges pour 33 % des voix) et du nouveau Parti démocratique (Democratic Party - DP) issu d'une fusion entre les petits partis progressistes et libéraux (avec 33 sièges et 21 % des voix). Le NP gardait néanmoins une petite majorité, mais il n'était plus le premier parti des électeurs afrikaners qui lui avaient préféré le CP pour 45 % d'entre eux (et seulement 7,5 % des voix anglophones).
Dès l'automne 1989, De Klerk faisait supprimer les dernières lois de l'apartheid, malgré l'opposition des mairies CP.
En janvier 1990, il provoquait la fureur des ultras et la surprise du monde entier en autorisant les partis noirs interdits comme l'ANC ou le Parti communiste et annonçait la libération prochaine des prisonniers politiques dont Nelson Mandela, figure emblématique de la lutte anti-apartheid.
La riposte de l'ultra-droite ne se fait pas attendre ; des défilés de milices et autres organisations paramilitaires ont lieu dans la plupart des villes afrikaners. Eugène Terre'Blanche, le chef du groupement paramilitaire « Mouvement de résistance afrikaner » (AWB), organisation reconnaissable à son sigle formant une svastika à 3 branches, devient aux yeux de l'opinion mondiale le symbole de l'oppression raciste sud-africaine et de la résistance au changement. Cette image très négative sert, cependant, les partisans des réformes.
La libération de Nelson Mandela en février 1990 et les pourparlers entre le gouvernement et les ex-partis interdits déchaînent les passions au sein de la communauté blanche. Contre ceux qui criaient à la trahison et au suicide politique d’un peuple, les partisans des réformes affirmaient leur croyance en une transition pacifique des pouvoirs à la majorité noire, transfert jugé inéluctable et seul moyen pour permettre l’obtention de garanties pour les minorités.
En mars 1990, et après des négociations sous l’égide des Nations unies, la RSA abandonne sa tutelle sur la Namibie.
En juin 1991, De Klerk fait abolir par le parlement les dernières lois d'apartheid encore en vigueur concernant l'habitat et la classification raciale.
L'état d'urgence est levé à l'exception du Natal où des violences meurtrières entre ANC et partis noirs conservateurs ensanglantaient la région.

## Le référendum sur la fin de l'apartheid (1992)
Alors que les négociations continuaient, les élections partielles dans les régions afrikaners constituaient de multiples revers pour le NP au profit du CP.
De Klerk décide durant l’année 1991 de faire de l'élection locale de Potchefstroom, fief NP du Transvaal, un enjeu national sur l'approbation des Blancs à ses réformes. Cette élection est un cuisant revers électoral pour le NP avec la victoire du CP qui profite alors de l’aubaine pour réclamer des élections anticipées.
De Klerk est affaibli par cette élection qui survenait à la suite d'autres revers électoraux au profit des conservateurs.
Les sondages étaient mauvais pour le Parti nationaliste. Tous indiquaient, sinon une défaite face au CP, en tout cas la perte de la majorité absolue si des élections anticipées avaient lieu.
Une seule issue parut apporter des chances de succès, c'était l'organisation d'un référendum sur le bien-fondé des réformes qui permettrait aux électorats du NP et du DP de s’additionner dans un même vote face au CP.

Résultats du référendum par région électorale.
En rose la région de Pietersburg qui vote non.
En vert plus ou moins foncé, selon leurs taux d'approbation, les régions qui votent oui.

La campagne est très dure entre les partisans et les adversaires des réformes. Le but en était la validation ou non par l'électorat blanc de l'abolition de l'apartheid et la continuation des négociations en vue du transfert de pouvoir à la majorité noire.
Durant la campagne, De Klerk reçoit l'appui critique des libéraux lesquels dénonçaient l’exclusivité des négociations NP-ANC et la mise à l’écart des autres formations politiques.
De leur côté, les adversaires aux réformes réunissent dans un même camp l’extrême droite, le CP et plusieurs conservateurs du NP en dissidence de leur Parti, notamment Pieter Botha, l'ancien président.
Utilisant adroitement la répulsion que provoquait l’extrémisme de l’AWB d’Eugène Terreblanche dans l'électorat blanc modéré, le NP eut à cœur de mobiliser l'électorat autour d'un projet de passage en douceur du pouvoir vers la majorité et l’obtention des garanties quant aux libertés fondamentales.
Le référendum eut lieu le 17 mars 1992. Avec un taux de participation supérieur à 80 %, les Blancs votèrent à 68,7 % pour le "oui" aux réformes. Le CP n'avait pu mobiliser davantage de son électorat et subissait alors une cruciale défaite. Le référendum avait obligé les Blancs à décider concrètement de leur avenir et à faire un choix clair et définitif sur la politique de réformes constitutionnelles du gouvernement.
La défaite des partisans de l’apartheid est sans appel. La plupart des régions fiefs du CP votent oui aux réformes (51 % à Kroonstad et 58 % à Bloemfontein dans l'État Libre d'Orange ; 54 % à Kimberley dans le Cap-nord ; 52 % à Germiston et même 54 % à Pretoria dans le Transvaal). Seule la région de Pietersburg dans le Northern Transvaal manifeste à 58 % son hostilité aux réformes.
Dans les régions anglophones, c'est un raz-de-marée en faveur du oui (78 % à Johannesburg, au Cap, à Port Elizabeth), les records en sa faveur ayant lieu au Natal (78 % à Pietermaritzburg ; 84 % à Durban).
C'est la consécration pour De Klerk qui déclare qu'en ce jour les Sud-Africains avaient décidé par eux-mêmes de refermer définitivement le livre de l'apartheid.
Sans condamner le régime passé, il rappelle que le système né de bonnes intentions avait dérapé sur la réalité des faits.
Il s’avérait bien que les Blancs ne renonçaient pas au système parce qu'il était moralement condamnable, mais parce qu’avec pragmatisme, la communauté afrikaner prenait acte du fait que l'apartheid était un échec n'ayant pu lui assurer ni la sécurité économique ni la sécurité physique. Une issue négociée était alors d'autant plus vitale, pour la « tribu blanche ».

## Négociations constitutionnelles et fin de la domination blanche (1991-1994)
Les négociations de Kempton Park, près de Johannesburg, auxquelles se joint le Parti conservateur (CP) en tant qu'observateur, devaient aboutir à une constitution provisoire.
Parallèlement, les sanctions internationales sont progressivement levées.
En 1992, l'Afrique du Sud, exclue depuis 1964, est réintégrée aux Jeux olympiques de Barcelone auxquels elle participe sous un drapeau olympique, l'ANC refusant que des sportifs noirs soient représentés sous les couleurs de l'apartheid.
Pour la première fois depuis longtemps, une équipe de rugby étrangère vint en RSA durant l'été 1992 sans opposition, mais sous conditions imposées par l'ANC concernant le comportement des officiels sud-africains. Mais lors du premier test-match contre la Nouvelle-Zélande à l'Ellis Park de Johannesburg, en faisant jouer l'hymne national « Die Stem » repris en cœur par un public agitant abondamment les couleurs bleu, blanc et orange, l'ANC menaça d'en appeler à nouveau aux sanctions internationales.
En mars 1993, alors que les négociations continuaient, un des chefs les plus populaires du Parti communiste, Chris Hani, est assassiné. L'enquête trouve rapidement les instigateurs de l'attentat parmi les milieux d'extrême droite. Le commanditaire de l'assassinat était Clive Derby-Lewis, un des chefs anglophones du CP. L'arrestation de ce dernier devient le symbole de la fin de l’impunité pour les tenants de la ségrégation.
En avril 1993, un nouveau coup dur frappe le CP : Andries Treurnicht mourait à la suite de problèmes cardio-vasculaires. Un nouveau chef, Ferdinand Hartzenberg, lui succède mais ne peut empêcher le déclin du Parti.
Du côté des nationalistes, des scandales éclaboussent le gouvernement De Klerk. Magnus Malan abandonne son poste de ministre de la défense pour celui des eaux et forêts, à la suite de mises en cause dans la fourniture d'armes au Parti zoulou Inkhata pour contrer les militants de l'ANC. Le ministre de la loi et de l'ordre, Adriaan Vlok, est, lui aussi, impliqué dans ce scandale et cède, également, son poste pour un autre moins sensible.
La mise à l'écart de ces deux piliers conservateurs du gouvernement compromis dans les exactions des forces de sécurité, oblige De Klerk à accélérer les négociations en vue de l'élection d'une assemblée constituante en 1994.
Cependant, ne voulant pas brader les intérêts de la minorité blanche, De Klerk recherche des garanties pour les droits des minorités, pour le maintien et le respect de certaines valeurs fondamentales : respect du droit de propriété afin de prévenir toute redistribution abusive de terres , garantie des intérêts culturels, économiques et sociaux.
Il s'agissait pour les Blancs de transférer le pouvoir politique à la majorité noire, mais de conserver le pouvoir économique pour plusieurs années encore, et éviter le sort des ex-colonies d'Afrique. Des garanties furent, également, confirmées concernant la rédaction de la future constitution par la future assemblée constituante.
Le 18 novembre 1993, l'ANC et le NP approuvèrent une nouvelle constitution démocratique, des élections pour tous les adultes en avril 1994 et le statut de langue officielle pour neuf langues locales, soit un total de onze.
Du côté des radicaux de droite, un front du refus se constitue, regroupant le CP et divers mouvements afrikaners avec les Partis et dirigeants conservateurs noirs. Ce regroupement est baptisé « Alliance pour la liberté » mais il se disloque rapidement, le seul point commun entre ses membres étant, finalement, le refus des élections. Certains dirigeants noirs, comme ceux du Ciskei ou du Bophuthatswana (après l’échec par ce dernier d’une tentative de sécession en mars 1994), quittent l'alliance, contraints de rejoindre le processus électoral. 

Les Afrikaners les plus hostiles aux négociations avec l'ANC et à la fin de l'Afrique du Sud blanche, se regroupent au sein d'un Afrikaner Volksfront (AVF), créé le 7 mai 1993, à Potchefstroom, lors d'un grand rassemblement de 15 000 personnes. Si le principal Parti politique représenté, est le Parti conservateur d'Afrique du Sud, on y trouve aussi, de multiples formations groupusculaires politiques et paramilitaires afrikaners comme le Parti national reconstitué, le mouvement de résistance afrikaner d'Eugène Terreblanche, le Boere Weerstandsbeweging (mouvement de résistance boer), le Boerestaat Party, le mouvement monarchiste afrikaner, l'armée boer républicaine, le Volksleër, le Blancke Veikigheid. Lors de ce rassemblement, tous les chefs des formations politiques et paramilitaires présents, adoubent, pour les diriger, le général en retraite Constand Viljoen, ancien chef d'état-major de l'armée, un Afrikaner très respecté jusque dans les rangs de l'ANC. Un comité de travail de l'AVF établit un premier projet de Volkstaat (État afrikaner) incorporant Pretoria, l'ouest du Transvaal, le nord de la province du Cap et le nord du Natal avec la possibilité de faire sécession. Comme une sorte de bantoustan à l’envers, ce Volkstaat regrouperait ainsi, sur un territoire assez vaste, l'ensemble des Afrikaners, mais ceux-ci sont divisés sur les limites géographiques de ce territoire indépendant. Les plus radicaux veulent le constituer sur les frontières des anciennes républiques Boers, alors que d'autres préconisent de le constituer dans le nord-ouest de la province du Cap faiblement peuplée et afrikanerophone. Quand Viljoen obtient la garantie de l'ANC que le prochain gouvernement nommerait une commission pour étudier la faisabilité du projet de Volkstaat en contrepartie de la renonciation à la violence et de la participation des mouvements afrikaners aux élections, il est désavoué par ses partenaires du CP, du HNP et de l'AWB. L'issue de la sécession ratée du Bophuthatswana en mars 1994, marquée par la mort de militants de l'AWB, sonne le glas de l'AVF. Comprenant qu'il s'est fourvoyé avec les extrémistes indisciplinés du mouvement de résistance afrikaner et avec les autres groupuscules paramilitaires, Viljoen décide d'abandonner le Volksfront et se rallie au processus électoral en créant le Front de la liberté (Freedom Front - FF).

Quant au CP, il livre ses dernières batailles parlementaires, avant d'entonner, en pleine fin de session, en guise d'oraison funèbre de la domination blanche, l'hymne « Die Stem van Suid-Afrika » à la suite de l'adoption des dernières lois, mettant sur pied un régime multiracial de transition chargé d'élaborer dans les cinq ans à venir une nouvelle constitution.
En avril 1994, après une campagne électorale sous tension où les attentats de gauche et de droite se succèdent, l'Afrique du Sud procède à ses premières élections multiraciales au suffrage universel.
Deux jours avant le vote, un attentat attribué à l'extrême droite a lieu à Johannesburg devant le quartier général de l'ANC. Des attentats meurtriers suivent à Germiston et à l'aéroport Jan Smuts de Johannesburg. Considérés comme un baroud d'honneur de l'extrême droite, ils ne remettent pas en cause les élections.

## Les élections du 27 avril 1994 et la victoire de l'ANC

Assemblée nationale sud-africaine issue des élections de 1994. Groupes politiques :
Congrès national africain
Parti National
Inkatha Freedom Party
Front de la liberté
Parti Démocratique
Autres

La Nouvelle Afrique du Sud

Le 27 avril 1994, à minuit, l'hymne national Die Stem van Suid-Afrika est joué dans tout le pays, alors que le drapeau sud-africain, qui flottait sur le pays depuis 1928, est amené. À minuit une, un autre drapeau (arc-en-ciel) aux couleurs noir, jaune, vert, rouge, blanc, bleu, est alors hissé au son du nouvel hymne officiel, symbole des africains, Nkosi Sikelel' iAfrika (« Dieu sauve l'Afrique »), suivi immédiatement de Die Stem. Le nouveau drapeau symbolise le changement de régime, tandis que les deux hymnes symbolisent la réconciliation entre Noirs et Blancs.
Pendant trois jours consécutifs, les Sud-Africains votent pour élire leurs représentants au parlement et dans les conseils provinciaux. À cette fin, neuf nouvelles provinces ont été constituées à la place des quatre anciennes, réintégrant tous les bantoustans indépendants ou autonomes. Seuls cinq partis politiques sont assurés d'une audience nationale sur la vingtaine de partis participant aux élections.
- L'ANC remporte 63 % des voix, soit un peu moins des deux tiers nécessaires pour élaborer et voter seul la future constitution, ainsi que sept des neuf nouvelles provinces.
- Le NP arrive en second avec 23 % des voix, essentiellement, celles des Blancs, des Métis et des Indiens. Grâce aux Métis, le NP remporte la province du Cap-Occidental avec 59 % des voix et échoue de justesse dans la province du Cap-du-Nord.
- L'Inkhata Freedom Party obtient 10 % des voix et une représentation provinciale presque uniquement au KwaZulu-Natal.
- Le Front de la liberté de Viljoen suit avec 2,8 % des votes.
- Le Parti démocratique, représentant les libéraux, arrive en 4e position avec 1,8 % des voix essentiellement au Cap et à Johannesburg.
- L'extrême gauche est laminée.

Un gouvernement d'union nationale est alors formé début mai 1994, réunissant les représentants des partis ayant obtenu plus de 5 % des voix, c’est-à-dire l'ANC, le NP et l'IFP.
Le 10 mai, Nelson Mandela est élu président de la République par le parlement. Son intronisation a lieu à Pretoria, en présence de représentants du monde entier, dont le vice-président américain, Al Gore, et Fidel Castro.
Le premier président noir d'Afrique du Sud choisit Thabo Mbeki comme premier vice-président et Frederik De Klerk comme second vice-président. L'un représente l'ANC, l'autre la minorité blanche qui domine encore le monde des affaires.
Le premier gouvernement multiracial à majorité ANC comprend plusieurs ministres NP dont l'inamovible Pik Botha, qui passe des affaires étrangères au ministère des ressources et de l'énergie, et quelques ministres de l'IFP dont Buthelezi, le chef de l'Inkhata, nommé aux affaires intérieures.

## Démographie
Les Sud-africains blancs, composé essentiellement des anglophones, des afrikaners, comptent 2,5 millions de personnes en 1950 soit 21 % de la population totale alors que les Noirs constituent 67 % de la population totale du pays. 
En 1991, les Noirs forment près de 70 % de la population totale, les Blancs 16,5 %, les Métis 10,5 %, et les asiatiques (indo-pakistanais, indonésiens et chinois) 3 %. Environ la moitié des Noirs vit dans les bantoustans « indépendants » ou « autonomes » ; les autres demeurent pour un tiers sur des exploitations tenues par les Blancs et, pour les deux tiers, dans les townships.
Répartition raciale de 1991 (à l'exclusion des Bantoustans indépendants)
| Groupe racial | Population | Pourcentage |
| ------------- | ---------- | ----------- |
| Noirs         | 21 105 000 | 69,9 %      |
| Blancs        | 4 949 000  | 16,5 %      |
| Métis         | 3 168 000  | 10,5 %      |
| Asiatiques    | 941 000    | 3 %         |

Indicateurs démographiques (1991)
- Taux de natalité : 35 pour mille
- Taux de mortalité : 9 pour mille
- Accroissement naturel : 2,6 %
- Moins de 15 ans : 35 %
- 15-65 ans : 60 %
- 65 ans et plus : 5 %